# 中国の軍事史
中国の軍事史（ちゅうごくのぐんじし）では、中国の歴代王朝の戦争、特に歴史上重要だった民衆反乱や出来事について述べる。主に中国（華夏）と周辺の少数民族、北方の遊牧民族の衝突であるが、アヘン戦争以降は西洋列強の戦争などについても述べる。
ここでは、国家間の戦争や出来事、武器の発展など、軍事史について総合的に述べる。個々の戦闘・合戦については中国の戦闘一覧を参照されたし。ここで取り上げる戦争は中国の歴代王朝の戦争についてのみ取り上げる事に留意。また図表中での攻撃側・防衛側には、発起人や標的となった人物・国を記すため、全貌を示すものでない事に留意。

## 概説

中国の近接戦闘具の発展

中国では古来より戦闘が盛んであり、武具の発展も著しいものであった。中国では、黄河文明がシルクロードを経由した鉄器の流入により長江・四川両文明の優位に立ち、殷代の最盛期にはその版図は長江中流域に及んだ。周代には南方に楚国を始めとする諸国が立ち、秦の統一戦争によって、この時代の「中華」が統一された。
漢代には武帝の西域進出によりシルクロードと密接になった中国では、交易が盛んとなりつつあった。しかしその後、漢は崩壊し、三国時代となった。この時代には名軍師として名高い諸葛亮が蜀で奮戦した。その後、屯田制を作った魏から帝位を簒奪した西晋が中華を統一するも、八王の乱と永嘉の乱により短命に終わり、華北には異民族が割拠した（魏晋南北朝時代）。
隋唐時代には様々な制度が整備され、唐はイスラム教徒のアッバース朝と西域を巡ってタラス河畔で激突するも、敗北した。この時に製紙法が西伝していることから、唐代には紙を使った厳格な組織的行動が行われていたことが分かる。しかし安史の乱が起き、中国は再び分裂期に入った。
宋代には武断統治が文治政治に変わり、地方で殆ど独立していた藩鎮勢力を弱体化させた。藩鎮とはそもそも辺境を守る節度使であり、帝権強化のために弱化して禁軍に編入したことが両宋滅亡の原因の一つともされる。その後の元は国内でのジャムチによる移動が可能となり、兵員や物資の効率的輸送が行えるようになった。また南宋で発明された火薬が実用化された。
明代には洪武帝などが北伐を行なったものの、異民族に対して基本的に守勢にあったため、万里の長城が築かれた。現存のもので観光地化されているのは明代のものである。明は満洲地方の女真人に対して兵器や人員の両面において圧倒的優位に立っていたが、李自成の反乱により北京が陥落し、南明政権が立つも、山海関を開放した呉三桂と清の連合軍により滅んだ。
清では八旗制が採られた。八旗には満洲八旗・蒙古八旗・漢軍八旗があり、黎明期の清を支えたが、三藩の乱頃には貴族化しており、代わって緑営が主力となった。乾隆年間に清は最大版図を実現し、十回の征服戦争全てに勝利したということで、「十全老人」と自称する程であった。しかし乾隆帝の譲位以後に政権を握ったヘシェン（和珅）の苛烈な取り立てに反発した民衆らの白蓮教徒の乱頃には弱体化しており、郷勇がこれに代わった。しかしこの後も混乱は続き、華北の捻軍と江南の太平天国が清を脅かした。両者ともに鎮圧されるも、軍閥化した将軍の一人の袁世凱によって辛亥革命が成功し、清朝は滅亡した。
その後を引き継いだ中国国民党は、抗日戦争を2度の国共合作により乗り切るも、中国共産党に大陸の金門地区を除く全てを奪われた。その後、中華人民共和国は、第三世界の一つとして急激に発展し、インド洋・東南アジア地域への展開を進めている。

## 先秦

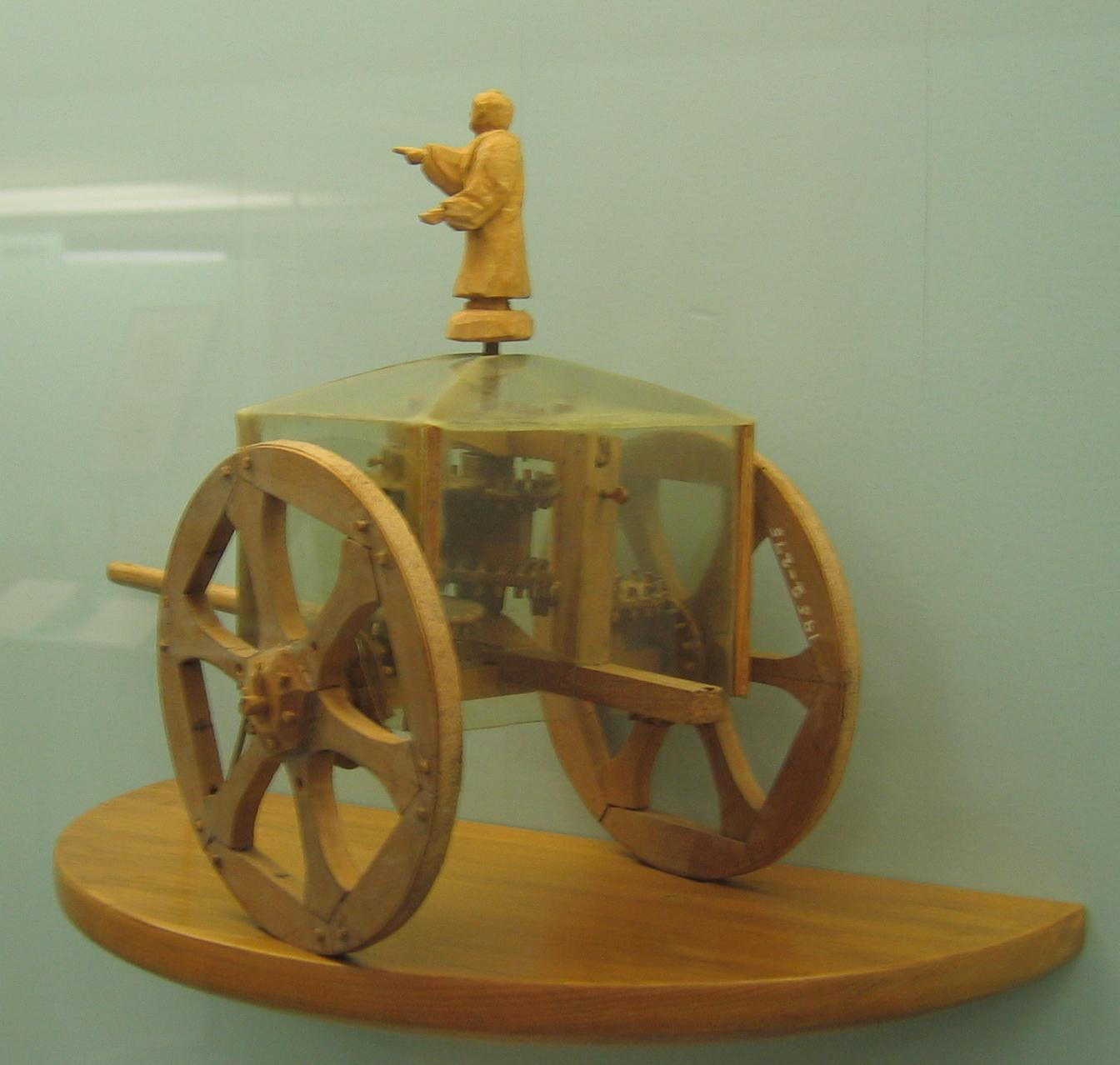
指南車の模型

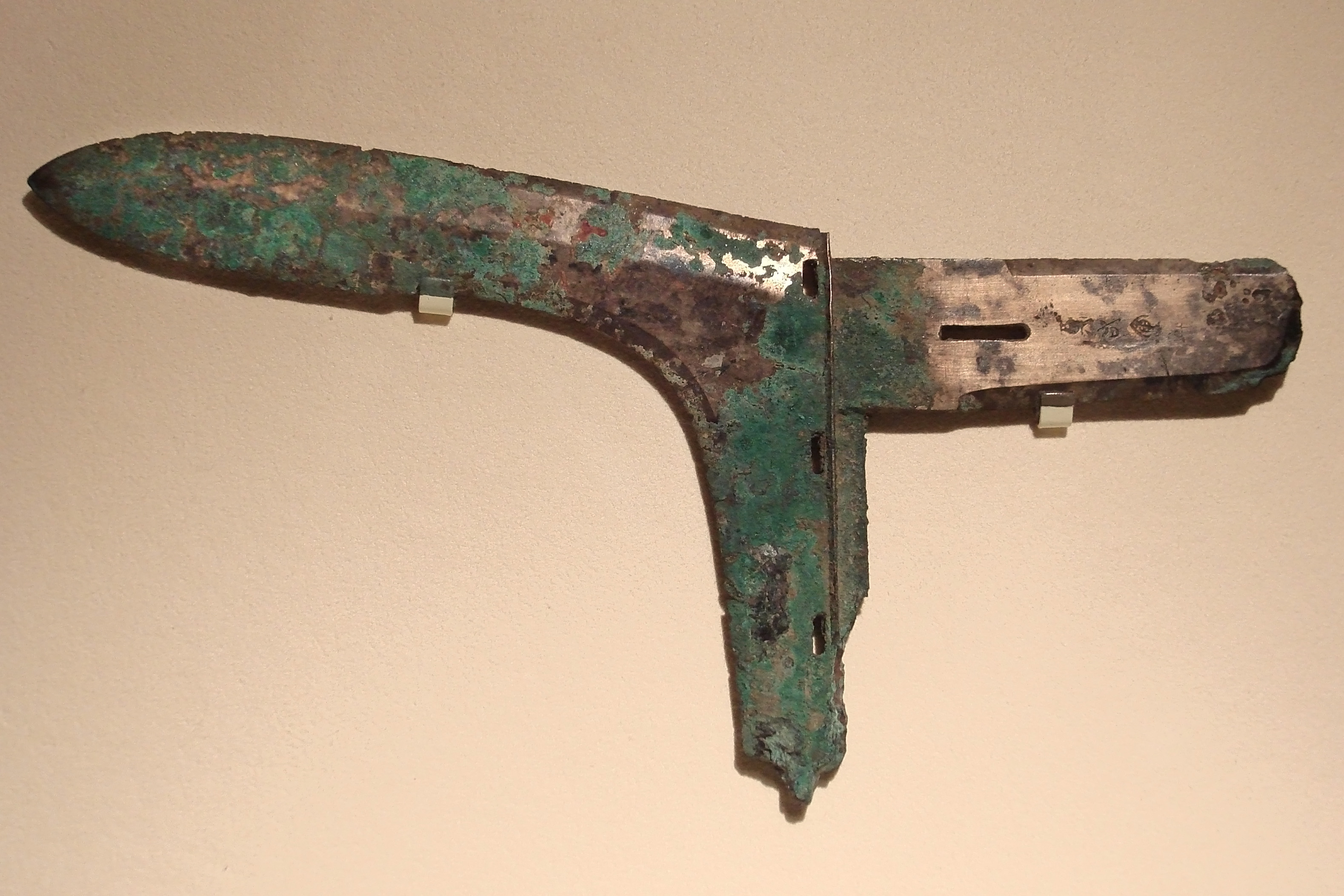
青銅製の戈の穂先

先秦時代については、実在性が示せていないものが多く、諸説ある（疑古・信古を参照）。
古国時代においては、黄帝が指南車という道具を用いて蚩尤の撹乱を無効化したとされる（涿鹿の戦い）。この時代には既に青銅器が使用されていたとみられるが、鉄器は出土していない。伝説上では、弓矢を発明したのは黄帝であり、名手であった羿にまつわる多くの話が知られている。
三代においては、二里頭文化圏以降、多くの青銅器が発見されている。夏・殷・周では金属加工技術を独占する傾向があったとされ、この傾向は歴代王朝の弩の製造技術にも見受けられる。
またこの時代は、天体運動や八卦などに頼った戦が主流であったとされる。代表例が殷代によく用いられた亀卜による占いである。しかしその一方で兵器開発も進み、戟という武器が発明され、唐代まで用いられた。
| 戦争名   | 戦争年間       | 攻撃側（君主名） | 防衛側（君主名） | 原因                                 | 勝者               | 結果・講和条件                               |
| -------- | -------------- | ---------------- | ---------------- | ------------------------------------ | ------------------ | -------------------------------------------- |
| 夏商革命 | BC1449頃       | 商（子履）       | 夏（夏后履癸）   | 孔甲以来の失徳、夏后履癸（桀）の暴政 | 攻撃側（商・湯王） | 夏から殷への易姓革命                         |
| 殷周革命 | BC1046         | 周（姫発）       | 殷（子受）       | 子受（紂王）の暴政                   | 攻撃側（周・姫発） | 殷から周への易姓革命                         |
| 三監の乱 | BC1042〜BC1039 | 殷（子禄父）     | 周（姫旦）       | 姫旦の摂政就任                       | 防衛側（周・姫旦） | 子禄父の処刑、殷領の衛宋分割                 |
| 対楚戦争 | BC965〜BC957   | 周（姫瑕）       | 楚（熊繹）       | 姫瑕の南征政策                       | 防衛側（楚・熊繹） | 姫瑕の戦死                                   |
| 申侯の乱 | BC771          | 申（申侯）       | 周（姫宮涅）     | 申后の廃后、宜臼の廃太子             | 攻撃側（申・申侯） | 姫宮涅殺害、鎬京陥落、周の東遷（西周の滅亡） |

## 春秋戦国時代
春秋戦国時代の時代区分については、諸説あるが、ここでは西周滅亡から三家分晋までを春秋時代（紀元前771年〜前403年、368年間）、三家分晋から秦朝成立までを戦国時代（紀元前403年〜前221年、182年間）とする。

### 春秋時代

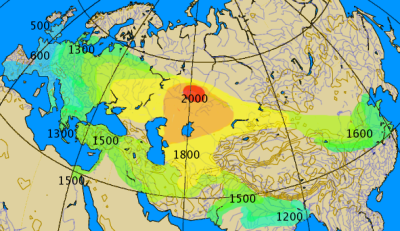
チャリオットの発祥地と伝播
紀元前2000年ごろシンタシュタ・ペトロフカ文化で発明され、急速に世界中へ広まった。

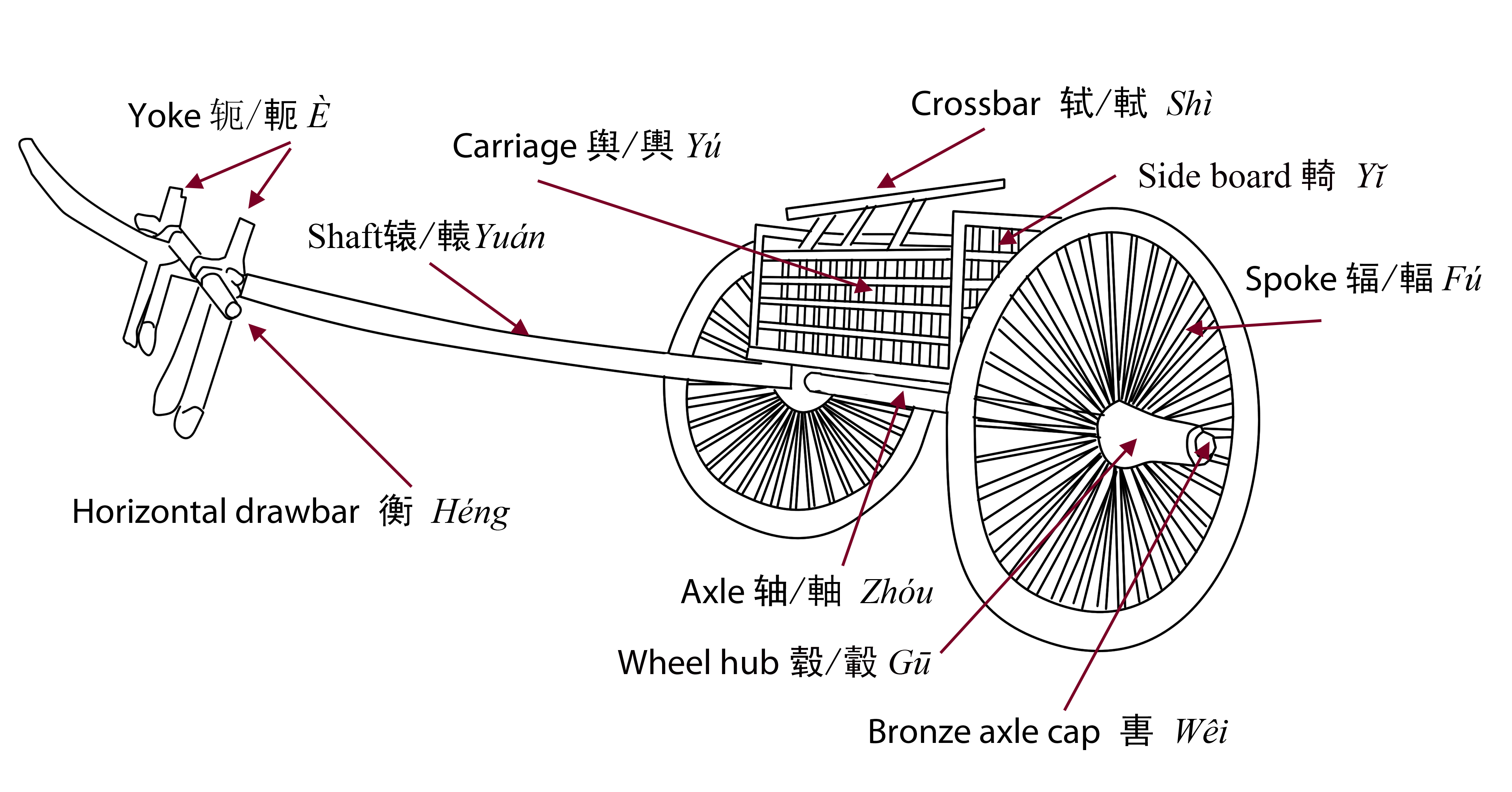
春秋時代の兵車の図解

春秋時代の諸侯間戦争は兵車によるものであった。戦車と呼ぶこともあるが、現代戦車（Tank）との混同を避けるため、以降兵車で統一する。兵車戦は春秋時代の主な戦い方で、趙の武霊王が紀元前307年に胡服騎射を取り入れるまで、騎兵が用いられることは少なかったとされる。また兵車1台あたり、周では75人、楚では150人が付き従ったとされる。また、兵車のみでは戦力にならないため、戈などの近接戦闘具が併用された。
また、春秋時代には弩が発明されたとされる。弩に関する最初の文献的証拠は『孫子』であり、また墨子によると春秋時代に開発されたのは弩や床弩といった、弓矢の発展形の類であったとされる。また紀元前4世紀頃には、弩の機械化も行われていたとされる。また弩兵の戦略的運用に関する記述で、実在性が最も確かな例は馬陵の戦い（紀元前342年）についての記述である。
また、中国の現存最古の兵法書である孫子の兵法が生まれた。これは過去の戦争の謀略を一般的な兵法として反映させたものであり、初歩的な戦争の本質を突いたもので、鬼神や天命観に囚われた従来の兵法を大きく変えたとされる。戦国時代やそれ以後、孫子の兵法の流れをくむものとして、呉子の兵法・司馬法・孫臏の兵法・尉繚子・六韜などが生まれた。
また、諸子百家の様々な思想も兵法に大きく影響を与えた。春秋時代には泓水の戦い（宋襄の仁）のように、戦場でも儀礼を重んじる傾向があったが、後述の戦国時代にはこの傾向が薄れる、または完全に消失することとなる。

### 戦国時代

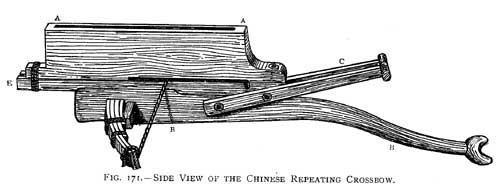
弩。戦国時代からは籠城戦など多岐に亘って使用された。

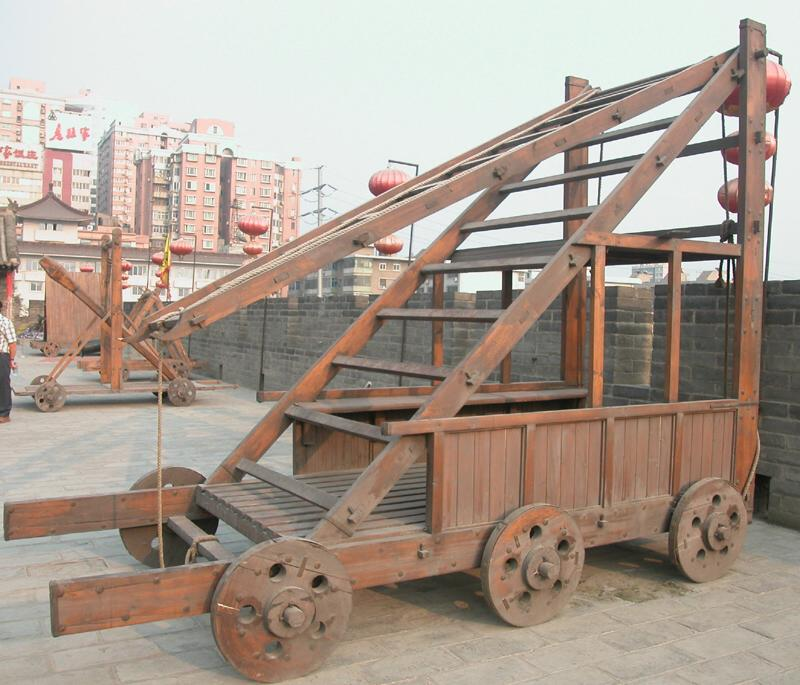
雲梯

戦国時代になると、全高約2.4メートルの攻城弩を始め、雲梯・カタパルト（投石機）などの攻城兵器が発展した。斉の孫臏が戦闘で弩兵を運用している記述があり、既にこの頃には主力の飛び道具として使われていたとされる。
| 戦争名         | 戦争年間                           | 攻撃側（君主名）                            | 防衛側（君主名）                              | 原因                                                                              | 勝者                                                                        | 結果・講和条件                                                                |
| -------------- | ---------------------------------- | ------------------------------------------- | --------------------------------------------- | --------------------------------------------------------------------------------- | --------------------------------------------------------------------------- | ----------------------------------------------------------------------------- |
| 三家分晋       | BC452〜BC403、BC349                | 三晋                                        | 晋（姫鑿以降）                                | 晋の公室の衰退                                                                    | 攻撃側（三晋）                                                              | 姫鑿の亡命 三晋の列侯、晋の領土の分割 晋の滅亡                                |
| 燕・古朝鮮戦争 | 紀元前4世紀前半                    | 燕（閔公?）                                 | 古朝鮮                                        | 領土拡大                                                                          | 攻撃側（燕・閔公?）                                                         | 古朝鮮西部・南満洲の支配確立                                                  |
| 合従攻秦の戦い | ①BC318 ②BC298〜BC296 ③BC247 ④BC241 | 楚（熊槐） 斉（田地） 魏（魏圉） 楚（熊完） | 秦（嬴稷） 秦（嬴稷） 秦（嬴子楚） 秦（嬴政） | 秦の勢力伸長の脅威 秦と斉の断交 秦の魏侵攻(BC247)への救援 秦の魏侵攻(BC242)の報復 | 防衛側（秦・嬴稷） 攻撃側（斉・田地） 攻撃側（魏・魏圉） 防衛側（秦・嬴政） | 秦の防衛成功 秦が魏へ封陵割譲、韓へ武遂割譲 秦による占領地の奪還 秦の滅亡回避 |
| 宋斉戦争       | BC286                              | 斉（田地）                                  | 宋（戴偃）                                    | 蘇秦による斉秦互帝破棄建言の一環                                                  | 攻撃側（斉・田地）                                                          | 宋滅亡に伴う均衡の崩壊                                                        |
| 合従攻斉の戦い | BC284〜BC279                       | 燕（姫職/姞職）                             | 斉（田地）                                    | 燕の政変に乗じた侵攻への復讐                                                      | ー                                                                          | 一時的な臨淄失陥、湣王田地の殺害                                              |
| 東周の滅亡     | ①BC256 ②BC249                      | 秦（嬴稷） 秦（嬴子楚）                     | 西周公・周宗室 東周公                         | 秦軍の進路妨害 呂不韋による謀殺                                                   | 攻撃側（秦）                                                                | 秦による占領・接収、周朝の完全な滅亡                                          |
| 趙と匈奴の戦争 | BC259                              | 匈奴（頭曼単于の先代?）                     | 趙（趙丹）                                    | 匈奴の不定期な略奪                                                                | 防衛側（趙・趙丹）                                                          | 10年以上に渡る匈奴の略奪自粛                                                  |
| 秦の統一戦争   | BC236〜BC221                       | 秦（嬴政）                                  | 戦国七雄                                      | 秦の伸長政策                                                                      | 攻撃側（秦・嬴政）                                                          | 秦朝の成立、各種統一政策の実施                                                |

## 秦代

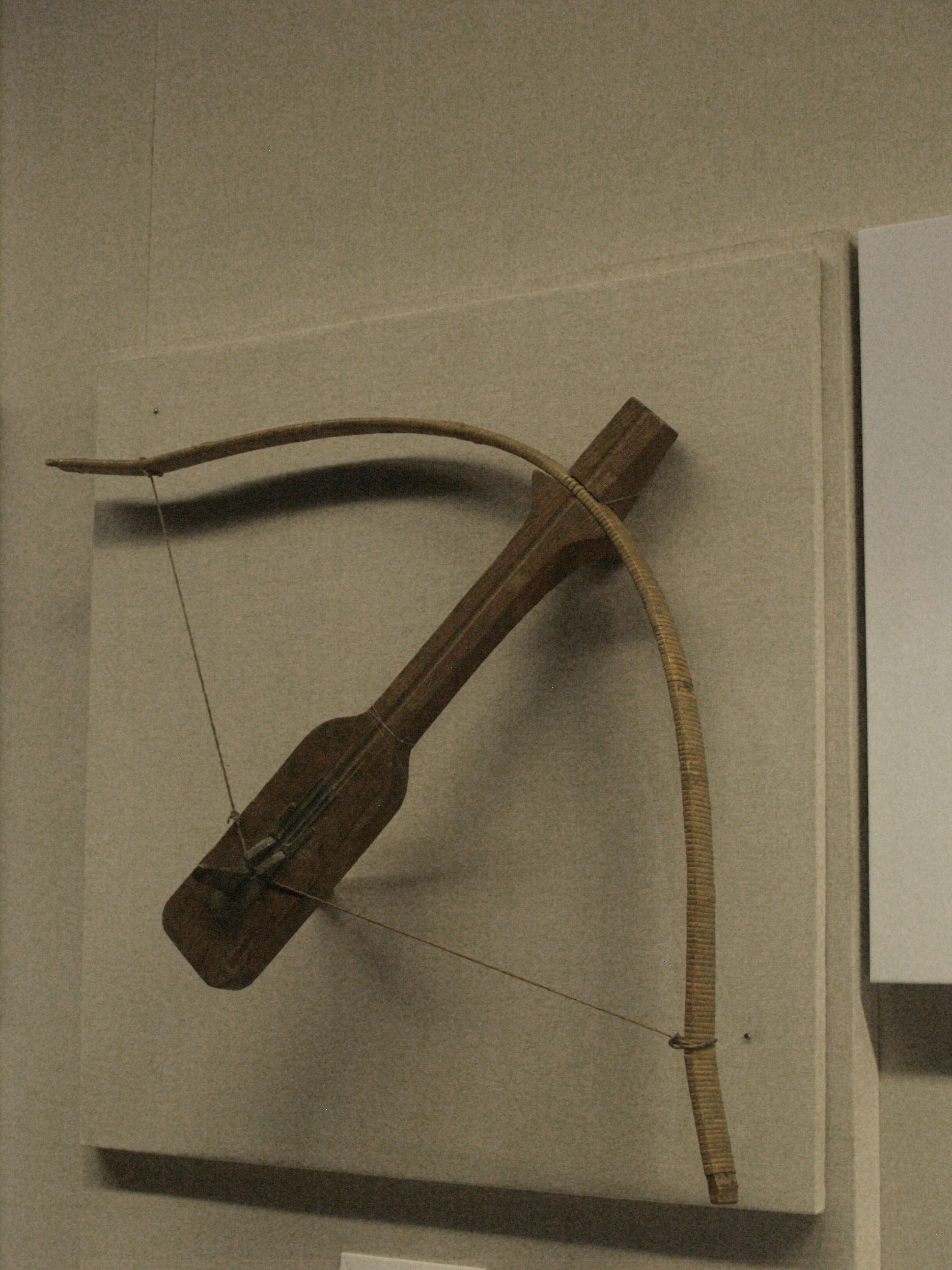
西安市から出土した秦代の弩（陝西省歴史博物館所蔵）

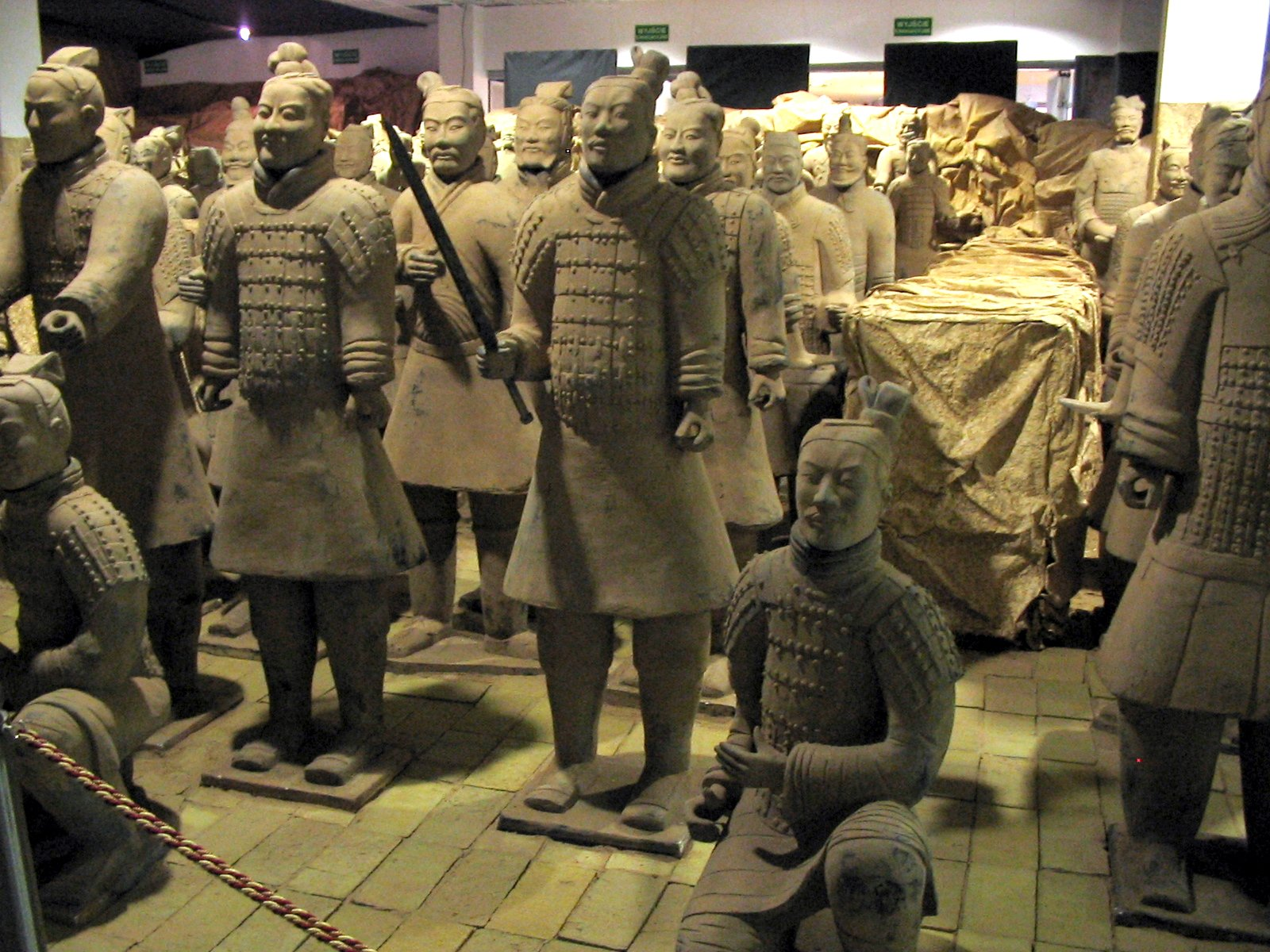
秦の兵馬俑

秦代には既存の長城を繋ぎ合わせ、万里の長城の原型が築かれた。二世皇帝嬴胡亥が宦官趙高の傀儡となり、万里の長城に漆を塗らせようとしたという伝承があるが、当時の万里の長城は高々数メートル程度のもので、明代の長城と比べると、版築を施した馬防柵といったようなものであった。
| 戦争名         | 戦争年間     | 攻撃側（君主名） | 防衛側（君主名） | 原因                         | 勝者                 | 結果・講和条件                             |
| -------------- | ------------ | ---------------- | ---------------- | ---------------------------- | -------------------- | ------------------------------------------ |
| 陳勝・呉広の乱 | BC209〜BC208 | 張楚（陳勝）     | 秦朝（嬴胡亥）   | 宦官趙高の暴政と苛烈な秦の法 | 防衛側（秦・嬴胡亥） | 荘賈の陳勝殺害と投降、反秦戦争の誘引       |
| 反秦戦争       | BC208〜BC206 | 楚（熊心）       | 秦（嬴胡亥）     | 宦官趙高の暴政と苛烈な秦の法 | 攻撃側（楚・熊心）   | 趙高による嬴胡亥暗殺、嬴子嬰の劉邦への降伏 |
| 楚漢戦争       | BC206〜BC202 | 漢（劉邦）       | 楚（項羽）       | 覇王項羽の暴政               | 攻撃側（漢・劉邦）   | 漢による中華再統一、項羽の死亡             |

## 漢代

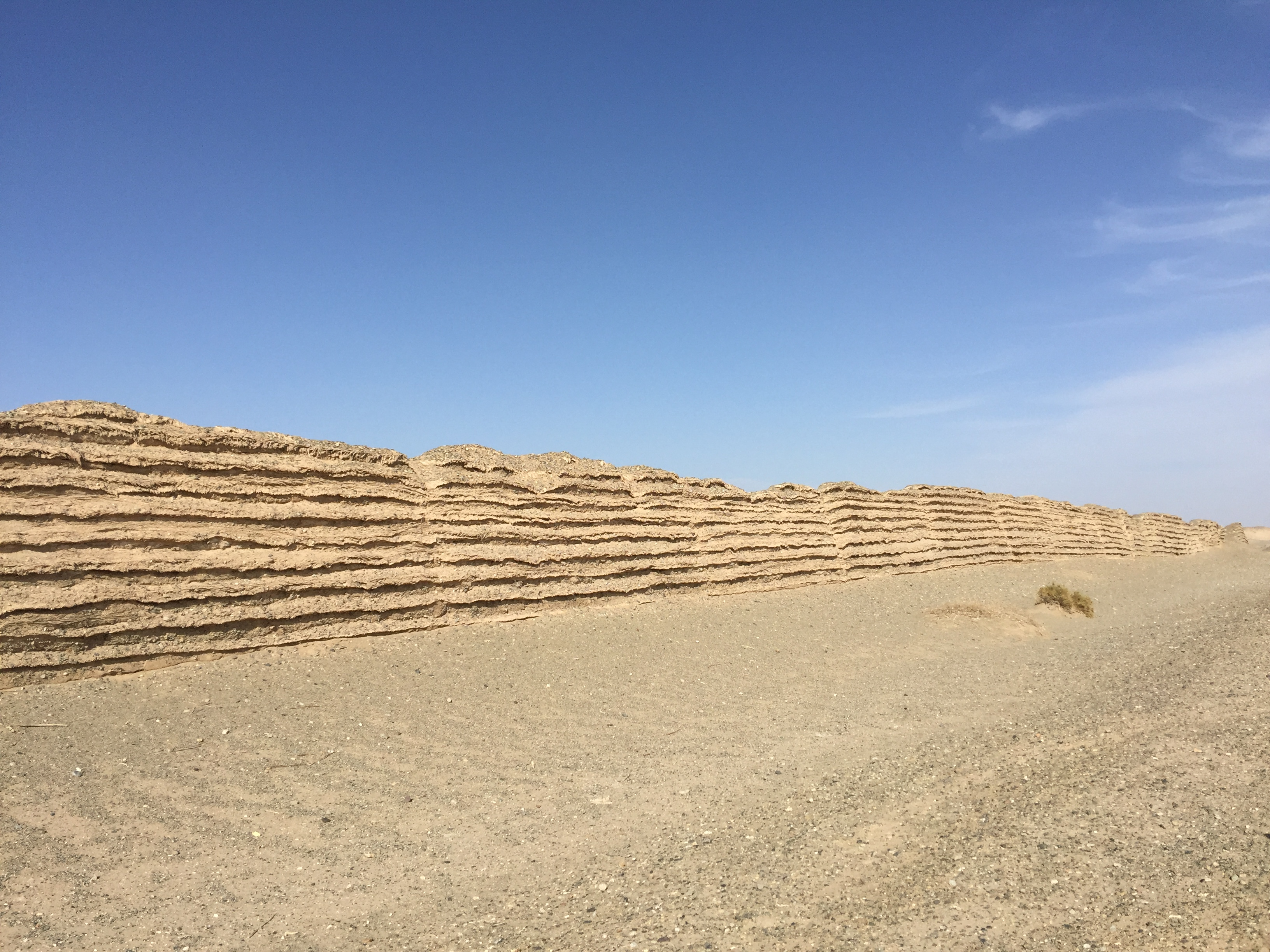
武帝の築造した漢代の万里の長城

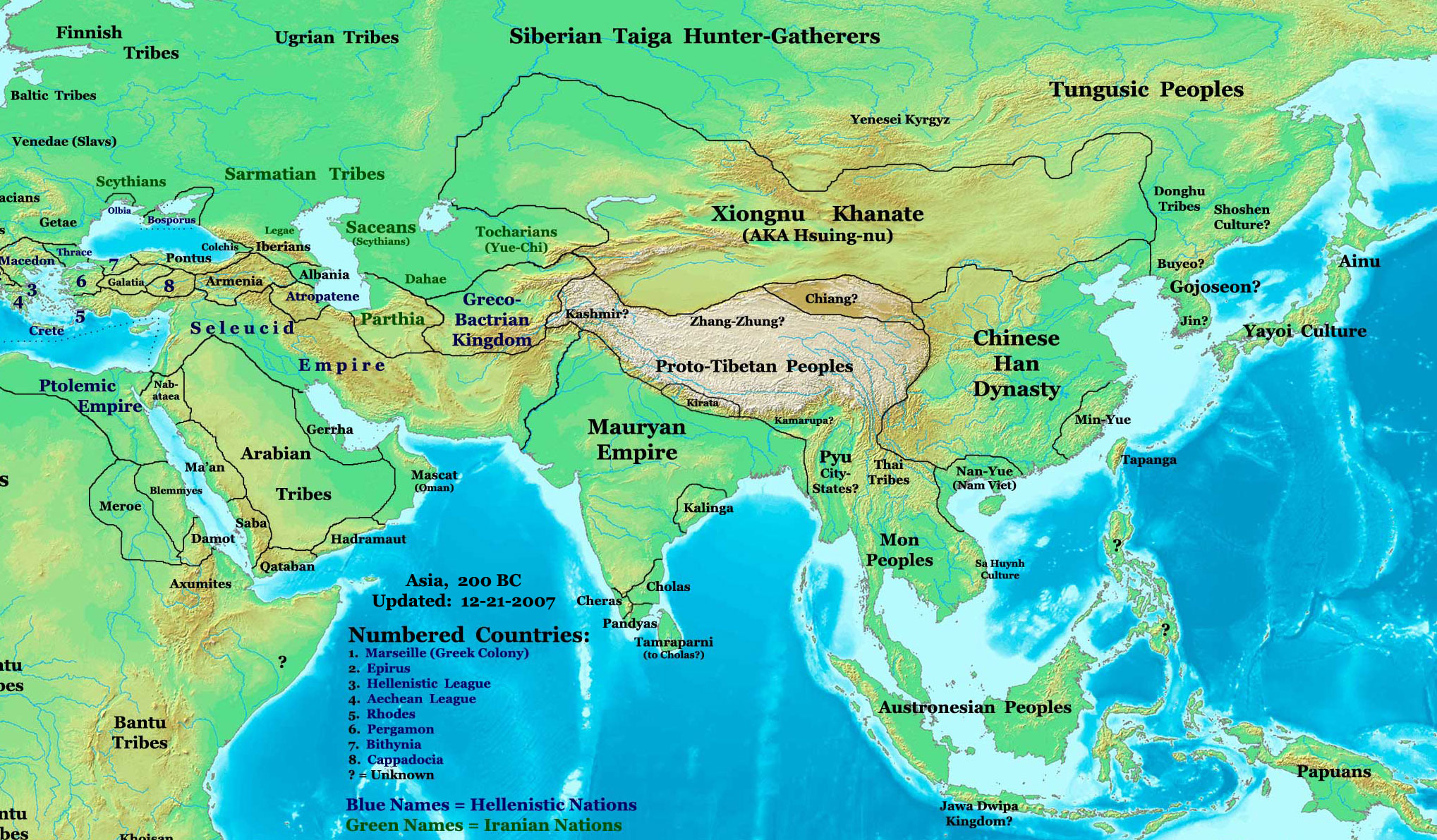
紀元前2世紀、匈奴の最大版図とその周辺国。Xiongnu khanate＝匈奴、Chinese Han Dynasty＝前漢、Greco-Bactrian Kingdom＝グレコ・バクトリア王国、Mauryan Empire＝マウリヤ朝、Seleucid Empire＝セレウコス朝

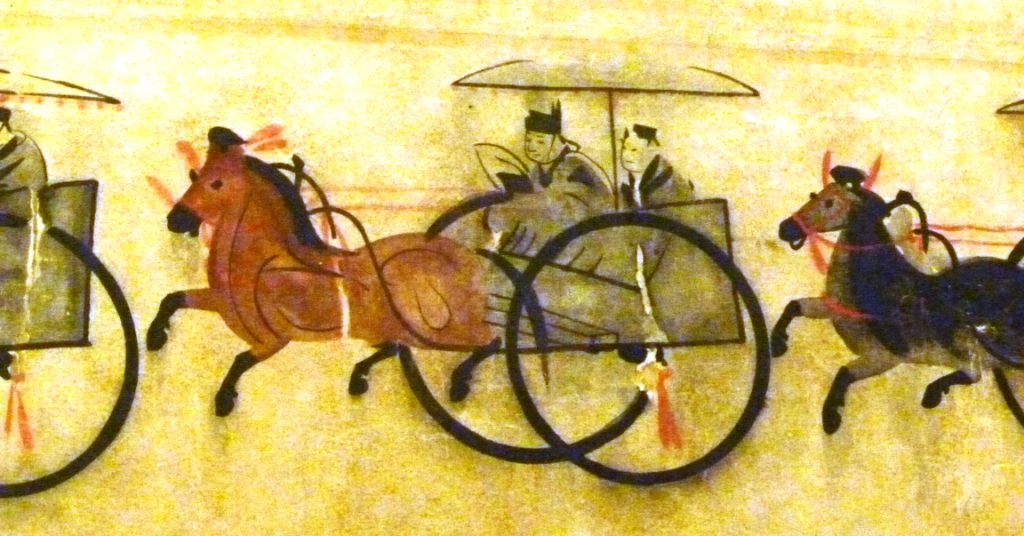
後漢の兵車

前漢時代は、第1次漢匈戦争での敗北と屈辱的講和から始まり、文景の治という安定期を挟み、第2次・第3次漢匈戦争という逆襲の時代であった。内政においては、文景の治末期の呉楚七国の乱により、皇帝への権力集中に成功し、武帝の時期に全盛を迎えた。また財政難解決のため、塩鉄専売制を実施し、郷挙里選の実施により楚漢戦争の元勲らの権力を徹底的に弱めたが、地方の有力豪族の貴族化を招くこととなった。
しかし新の王莽による簒奪によって、武帝の対外膨張政策によって得た領土の維持ができなくなり、長城の一部を放棄することとなった。また、新末後漢初の戦乱により本土は荒れ果て、一時は維持だけで手一杯となった。しかし後漢時代には匈奴側での旱魃を原因として南北匈奴の分裂と南匈奴の服属があり、再興に成功した。また鮮卑の檀石槐も台頭したが、檀石槐の死による瓦解に助けられ、後漢は黄巾の乱まで外戚・宦官・官僚の対立がありつつも何とか持ちこたえた（例：党錮の禁）。
また、漢代には匈奴側でも都市建設が行われており、後の五胡十六国時代の夏が首都とした統万城には甕城の原型とみられるものがあったとされる。攻城戦術も発達し、高い城壁で守った都市に対しては坑道戦が行われることもあった（例：易京の戦い）。
| 戦争名                 | 戦争年間              | 攻撃側（君主名）              | 防衛側（君主名）          | 原因                                          | 勝者                            | 結果・講和条件                                                 |
| ---------------------- | --------------------- | ----------------------------- | ------------------------- | --------------------------------------------- | ------------------------------- | -------------------------------------------------------------- |
| 第1次漢匈戦争          | BC200〜BC192          | 漢（劉邦）                    | 匈奴（冒頓単于）          | 劉邦の北伐                                    | 防衛側（匈奴・冒頓単于）        | 白登山の戦いでの大敗、匈奴兄漢弟として毎年貢物を送る           |
| 呉楚七国の乱           | BC154                 | 呉（劉濞）                    | 漢（劉啓）                | 劉啓による劉賢の六博での誤殺                  | 防衛側（漢・劉啓）              | 裏切りによる劉濞の死、郡国制の事実上の郡県制化、帝権強化       |
| 第2次漢匈戦争          | BC133〜BC119          | 漢（劉徹）                    | 匈奴（軍臣単于）          | 漢側馬邑の謀の発覚による断交                  | 攻撃側（漢・劉徹）              | 匈奴の河西回廊失陥と酒泉郡設置                                 |
| 武帝の朝鮮侵攻         | BC109〜BC108          | 漢（劉徹）                    | 衛氏朝鮮（衛右渠）        | 参上要求の拒否                                | 攻撃側（漢・劉徹）              | 漢四郡の設置                                                   |
| 武帝の南越国・閩越侵攻 | BC112 BC110           | 漢（劉徹）                    | 南越（趙建徳） 閩越       | 呂嘉の独立志向                                | 攻撃側（漢・劉徹）              | 南海郡・日南郡などの設置                                       |
| 武帝の大宛侵攻         | BC102                 | 漢（劉徹）                    | 大宛（毋寡）              | 汗血馬取引のこじれ                            | 攻撃側（漢・劉徹）              | 大宛の属国化、漢の西域支配の拡大                               |
| 第3次漢匈戦争          | BC103〜BC71           | 漢（劉徹）                    | 匈奴（且鞮侯単于）        | 匈奴の傲慢不遜な漢への態度                    | 攻撃側（漢・劉徹）              | 匈奴のさらなる弱体化                                           |
| 赤眉の乱 後漢建国戦争  | AD20〜AD23 AD23〜AD36 | 緑林軍（劉玄） 赤眉軍（劉秀） | 新（王莽） 緑林軍（劉玄） | 攻撃側（緑林軍・劉玄） 攻撃側（赤眉軍・劉秀） | 王莽の暴政 劉玄の政務放棄・乱心 | 後漢の成立                                                     |
| 北匈奴の放逐           | AD89                  | 漢（劉肇）                    | 北匈奴                    | 南匈奴休蘭尸逐侯鞮単于の討伐上奏              | 攻撃側（漢・劉肇）              | 北匈奴の衰退、フン族の欧州侵攻(?)                              |
| 黄巾の乱               | AD184                 | 黄巾賊（張角）                | 後漢（劉宏）              | 売官や賄賂、権力闘争の激化による苛政          | 防衛側（後漢）                  | 張純の乱など諸兵乱の誘発、後漢の事実上の崩壊、魏・曹丕への禅譲 |

## 三国時代

赤壁の戦い古戦場図。

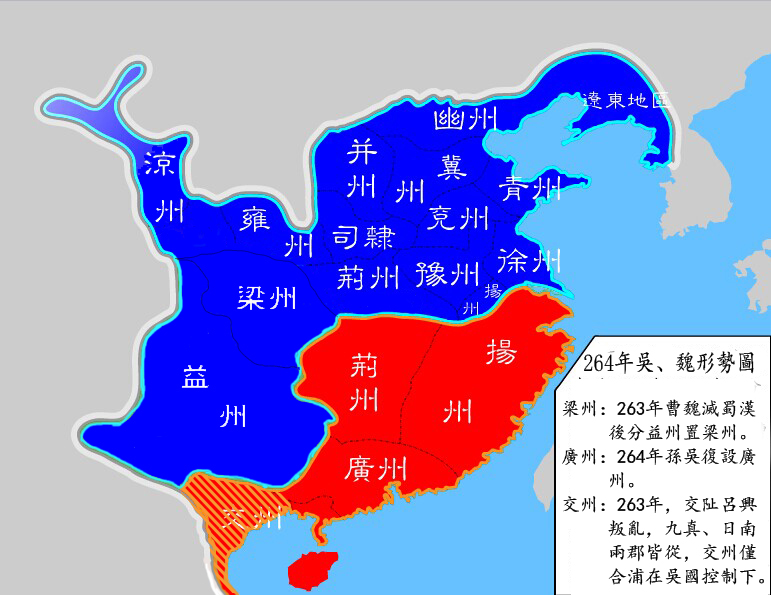
蜀の滅亡直後。

三国時代には、河川が国境となったこともあり、水軍が発達した。水軍戦の最たる例が赤壁の戦いである。秦統一までの「中華」である中原地域の魏と河南地域を根拠とする呉・蜀政権の戦いでは、水軍戦に不得手であった魏が大敗し、以降数十年間の国境が確定することとなった。魏は内乱の火種を抱えつつも蜀を滅ぼしたが、内乱を収めた司馬氏による簒奪を受けた。そして後継の西晋が呉を滅ぼし、中華を統一した。
| 戦争名     | 戦争年間 | 攻撃側（君主名） | 防衛側（君主名） | 原因             | 勝者                 | 結果・講和条件 |
| ---------- | -------- | ---------------- | ---------------- | ---------------- | -------------------- | -------------- |
| 蜀漢の滅亡 | 263      | 魏（曹奐）       | 蜀（劉禅）       | ー               | 攻撃側（魏・曹奐）   | 蜀領の併合     |
| 呉の滅亡   | 279〜280 | 晋（司馬炎）     | 呉（孫晧）       | 晋の中華統一政策 | 攻撃側（晋・司馬炎） | 晋の中華統一   |

## 晋代
| 戦争名   | 戦争年間 | 攻撃側（君主名） | 防衛側（君主名） | 原因                               | 勝者               | 結果・講和条件                   |
| -------- | -------- | ---------------- | ---------------- | ---------------------------------- | ------------------ | -------------------------------- |
| 八王の乱 | 291〜306 | なし             | なし             | 外戚の専横と楊駿殺害から始まる混乱 | なし               | 西晋の瓦解の火種、永嘉の乱       |
| 永嘉の乱 | 304〜316 | 漢（劉淵）       | 晋（司馬熾）     | 漢（後の前趙）の独立               | 攻撃側（漢・劉淵） | 洛陽・長安の陥落、晋朝の中原失陥 |

## 五胡十六国時代
西晋滅亡後、華北では五胡十六国が華北統一を、江南では東晋が華北奪還を目指した。やがて華北は前秦に統一されるも、淝水の戦いでの敗北をきっかけに分裂し、北魏が再統一を果たした。しかし北魏も漢化政策を始めとする内部対立により東西に分裂、西魏は北周に、東魏は北斉となり、更に北周を継いだ隋が南朝陳を滅ぼし、中華の再統一を果たした。江南ではその間、東晋・南朝宋・斉・梁・陳が交替した。
| 王朝       | 初代君主          | 最後の君主        | 存在年            | 首都                                                    | 民族           | 滅亡原因                                      |
| ---------- | ----------------- | ----------------- | ----------------- | ------------------------------------------------------- | -------------- | --------------------------------------------- |
| 前涼       | 張軌              | 張天錫            | 301〜376          | 姑臧                                                    | 漢族           | 前秦による滅亡                                |
| 前趙       | 劉淵              | 劉煕              | 304〜329          | 左国城→離石→黎亭→蒲子→平陽→長安                         | 匈奴           | 後趙による滅亡                                |
| 成漢       | 李特              | 李勢              | 304〜347          | 成都                                                    | 巴賨（氐）     | 東晋の成都攻略                                |
| 後趙       | 石勒              | 石祗              | 319〜351          | 襄国→鄴                                                 | 羯             | 冉魏の成立                                    |
| 前燕       | 慕容皝            | 慕容暐            | 337〜370          | 棘城→龍城→薊→鄴                                         | 鮮卑           | 前秦との約束反故による侵攻                    |
| 前秦       | 苻健              | 苻崇              | 351〜394          | 長安→晋陽→南安→胡空堡→湟中                              | 氐             | 淝水の戦いの敗戦を一因とする分裂、西秦の成立  |
| 後燕       | 慕容垂            | 慕容熙            | 384〜409          | 中山→龍城                                               | 鮮卑           | 馮跋のクーデターによる北燕成立                |
| 後秦       | 姚萇              | 姚泓              | 384〜417          | 長安                                                    | 羌             | 東晋の侵攻                                    |
| 西秦       | 乞伏国仁 乞伏乾帰 | 乞伏乾帰 乞伏暮末 | 385〜400 409〜431 | ①勇士城→金城→西城→苑川 ②度堅山→苑川→譚郊→枹罕→定連→南安 | 鮮卑           | ①後秦に降伏・臣従 ②夏に降伏、その後の一族殲滅 |
| 後涼       | 呂光              | 呂隆              | 386〜403          | 姑臧                                                    | 氐             | 後秦による属国化、臣従                        |
| 南涼       | 禿髪烏孤          | 禿髪傉檀          | 397〜414          | 廉川堡→楽都→西平→楽都→姑臧→楽都                         | 鮮卑           | 西秦に降伏                                    |
| 北涼       | 沮渠蒙遜          | 沮渠牧犍          | 397〜439          | 楽涫→張掖→姑臧                                          | 盧水胡（匈奴） | 北魏に降伏                                    |
| 南燕       | 慕容徳            | 慕容超            | 398〜410          | 滑台→広固                                               | 鮮卑           | 東晋の反撃により滅亡                          |
| 西涼       | 李暠              | 李恂              | 400〜421          | 敦煌→酒泉→敦煌                                          | 漢族           | 北涼の計略による北涼侵攻戦で大敗              |
| 夏（胡夏） | 赫連勃勃          | 赫連定            | 407〜431          | 統万城→上邽→平涼                                        | 匈奴           | 北涼への遠征の途中で吐谷渾の襲撃              |
| 北燕       | 馮跋              | 馮弘              | 409〜436          | 龍城                                                    | 漢族           | 北魏の侵攻、亡命先の高句麗での殺害            |

| 戦争名             | 戦争年間 | 攻撃側（君主名）     | 防衛側（君主名） | 原因                             | 勝者                     | 結果・講和条件                                                            |
| ------------------ | -------- | -------------------- | ---------------- | -------------------------------- | ------------------------ | ------------------------------------------------------------------------- |
| 前秦の東晋侵攻     | 383      | 前秦（苻堅）         | 東晋（司馬曜）   | 苻堅の統一政策                   | 防衛側（東晋・司馬曜）   | 前秦の瓦解による後燕、西燕、後秦、後涼の独立、西秦、夏や代（→北魏）の成立 |
| 南朝宋のクーデター | 477〜479 | 斉王（蕭道成）       | 南朝宋（劉昱）   | 劉昱の数々の残虐行為             | 攻撃側（南朝宋・蕭道成） | 南朝宋から南朝斉への禅譲                                                  |
| 南朝斉のクーデター | 501〜502 | 梁王（蕭衍）         | 南朝斉（蕭宝巻） | 蕭宝巻の数々の残虐行為           | 攻撃側（南朝梁・蕭衍）   | 南朝斉から南朝梁への禅譲                                                  |
| 六鎮の乱           | 523      | 反乱軍（破六韓抜陵） | 北魏（元脩）     | 漢化政策による鮮卑側での不満     | 防衛側（北魏・元脩）     | 北魏の東西分裂と武川鎮軍閥（関隴集団）の台頭                              |
| 東魏の滅亡         | 534〜550 | 懐朔鎮軍閥（高洋）   | 東魏（元善見）   | 高歓から高洋への代替わり         | 攻撃側（北斉・高洋）     | 東魏から北斉への禅譲                                                      |
| 侯景の乱           | 548〜552 | 漢（侯景）           | 南朝梁 （蕭衍）  | 板挟みになった侯景の建康攻略     | 防衛側（南朝梁・蕭衍）   | 蕭衍の死と南朝梁の弱体化、蕭繹による平定                                  |
| 南朝梁のクーデター | 554〜557 | 南朝陳（陳霸先）     | 南朝梁（蕭方智） | 蕭繹の戦死、王僧弁と陳霸先の対立 | 攻撃側（南朝陳・陳霸先） | 南朝梁の滅亡、南朝陳の成立                                                |
| 南朝陳の滅亡       | 588〜589 | 隋（楊堅）           | 南朝陳（陳叔宝） | 隋の統一政策                     | 攻撃側（隋・楊堅）       | 隋による再統一                                                            |

## 隋代
隋の楊堅は南朝陳を滅ぼして中華を統一した。しかし618年に江都にて文帝楊堅の次代である煬帝は暴政を理由として司馬徳戡らにより殺害された。楊浩（煬帝の弟の楊俊の子）を擁立して皇帝とし、宇文化及が大丞相となった。その後楊浩を毒殺した宇文化及は許を建国し、隋末唐初が始まった。
| 国名 | 存在年           | 国都      | 初代君主 | 最後の君主 | 滅亡原因                                     |
| ---- | ---------------- | --------- | -------- | ---------- | -------------------------------------------- |
| 許   | 618〜619、1年間  | 魏        | 宇文化及 | 宇文化及   | 竇建徳に敗れて処刑                           |
| 鄭   | 619〜621、2年間  | 洛陽      | 王世充   | 王世充     | 李淵に敗北、道中で独孤修徳が殺害             |
| 夏   | 618〜621、3年間  | 楽寿→洺州 | 竇建徳   | 竇建徳     | 李世民に敗れ長安で処刑                       |
| 定楊 | 617〜622、5年間  | 馬邑      | 劉武周   | 劉武周     | 李世民に敗れ突厥が殺害                       |
| 梁   | 617〜628、11年間 | 朔方      | 梁師都   | 梁師都     | 突厥に臣従後、ともに敗北、従弟の梁洛仁が殺害 |
| 梁   | 618〜621、3年間  | 江陵      | 蕭銑     | 蕭銑       | 李淵に降伏、怒りを買い処刑                   |
| 秦   | 617〜618、1年間  | 金城      | 薛挙     | 薛仁杲     | 李世民に敗れ長安で処刑                       |
| 涼   | 618〜619、1年間  | 姑臧      | 李軌     | 李軌       | 安興貴・安修仁による政変                     |
| 呉   | 619〜621、2年間  | 江都      | 李子通   | 李子通     | 杜伏威による攻撃                             |
| 楚   | 615〜619、4年間  | 冠軍      | 朱粲     | 朱粲       | 李淵に降伏                                   |
| 楚   | 617〜622、5年間  | 虔州      | 林士弘   | 林士弘     | 病で亡くなった                               |
| 宋   | 623〜624、1年間  | 丹陽      | 輔公祏   | 輔公祏     | 李孝恭に敗れて処刑                           |

## 唐代

唐の版図の変遷

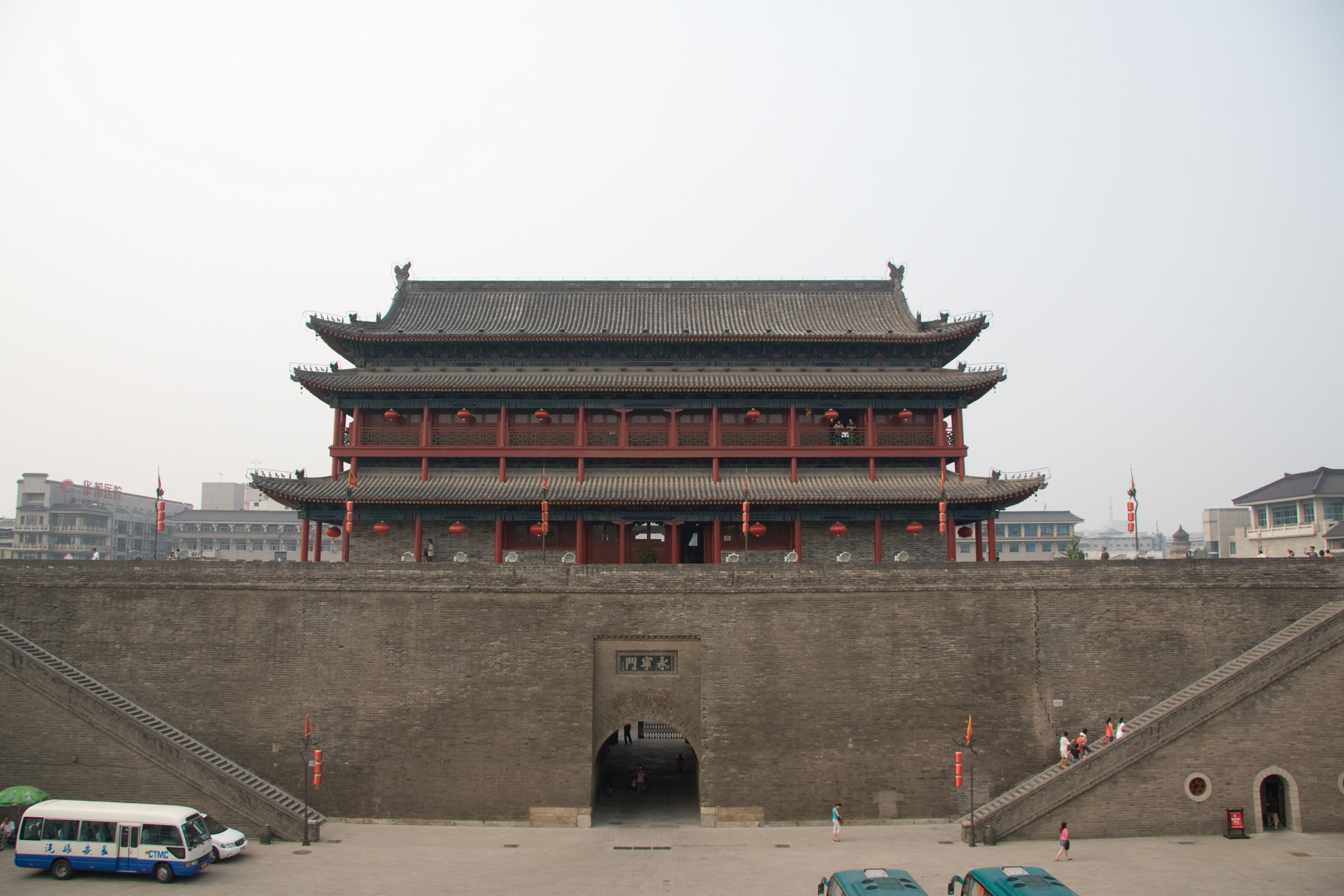
長安城

隋末唐初の混乱を平定した唐は、初唐・盛唐期に善政を敷いた。またタラス河畔の戦いではイスラム勢力であるアッバース朝にカスピ海周辺での覇権を奪われるも、安史の乱までは大帝国であった。しかし安史の乱の平定にはウイグルの力を借りねばならず、またこの間に吐蕃に長安を奪われるなどして、唐の権威を失墜させるのに十分なものだった。その後、塩鉄専売制に反発する民衆反乱が相次ぎ、朱全忠による簒奪の後、五代十国時代が始まった。
タラス河畔の戦いをきっかけとして製紙法が西伝しており、このことから戦地では現地生産しなくてはならない程の大量の紙を使用した、緻密な作戦行動が展開されていたとされている。またこの頃に衝車（破城鎚・攻城塔の一種）が用いられ始めたとされる。
| 戦争名   | 戦争年間 | 攻撃側（君主名） | 防衛側（君主名） | 原因                   | 勝者                   | 結果・講和条件                   |
| -------- | -------- | ---------------- | ---------------- | ---------------------- | ---------------------- | -------------------------------- |
| 安史の乱 | 755〜763 | 燕（安禄山）     | 唐（李隆基）     | 不明、諸説あり         | 防衛側（唐）           | 燕方面のトルコ系藩鎮の事実上独立 |
| 黄巣の乱 | 874〜884 | 斉（黄巣）       | 唐（李儇）       | 塩鉄専売制に対する反発 | 防衛側（唐・李儇）     | 長安陥落、唐の地方政権化         |
| 唐の滅亡 | 907      | 後梁（朱全忠）   | 唐（李柷）       | ー                     | 攻撃側（後梁・朱全忠） | 政治・経済の中心地の東遷         |

## 五代十国時代
この時代には、唐からの禅譲の流れで繋がる五代と藩鎮系の十国が互いに争った。

## 宋代

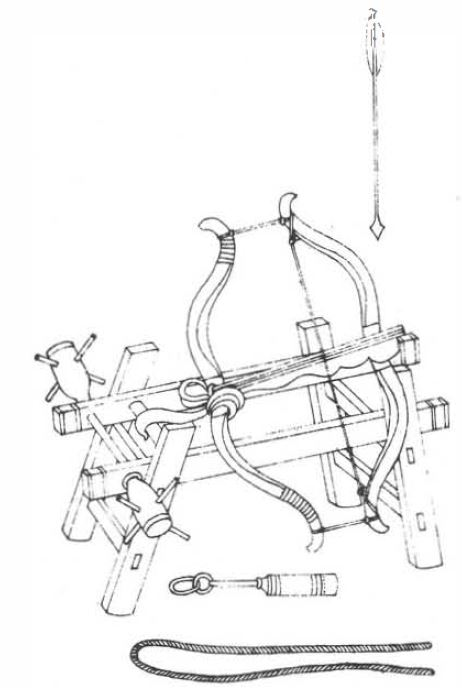
宋朝の軍事カタログ『武経総要』の中の双弓床子弩、さらに発展させた三弓床弩も開発された。

兵器面においては、火薬が発明された。火薬は中国三大発明の1つにも数えられるが、当時は威嚇などに用いただけで、戦闘には用いる形態ではなかった。戦闘に用いるものは南宋時代の実火槍という木製火砲が最初とみられる。しかし南宋時代には火薬は他国に伝わっており、襄陽・樊城の戦いでは、回回砲という大砲が南宋の防衛隊に向けて用いられた。
宋代の主な特徴は、帝権の強化である。唐代では府兵制、後に募兵制が採られたが、節度使の藩鎮化により、唐末には帝国は地方政権と化した。軍人がやがて権力を握るようになり、将軍たちが皇帝を左右するといった状況であった。しかし趙匡胤は、節度使の名誉職化に成功し、兵力は皇帝直属の近衛兵である禁軍に集約されるようになった。その結果として、辺境の防御力が低下し、西夏の独立や遼の侵入を許した。
| 戦争名             | 戦争年間   | 攻撃側（君主名） | 防衛側（君主名）       | 原因                               | 勝者                           | 結果・講和条件           |
| ------------------ | ---------- | ---------------- | ---------------------- | ---------------------------------- | ------------------------------ | ------------------------ |
| 宋金戦争           | 1127〜1234 | 金（完顔阿骨打） | 宋（趙佶）             | 方臘の乱を遠因とする海上の盟の崩壊 | ー                             | 北宋の滅亡、後に金の滅亡 |
| モンゴル・南宋戦争 | 1234〜1279 | 宋（趙昀）       | モンゴル帝国（モンケ） | 洛陽・開封奪還                     | 防衛側（モンゴル帝国・モンケ） | 南宋の滅亡               |

## 元代

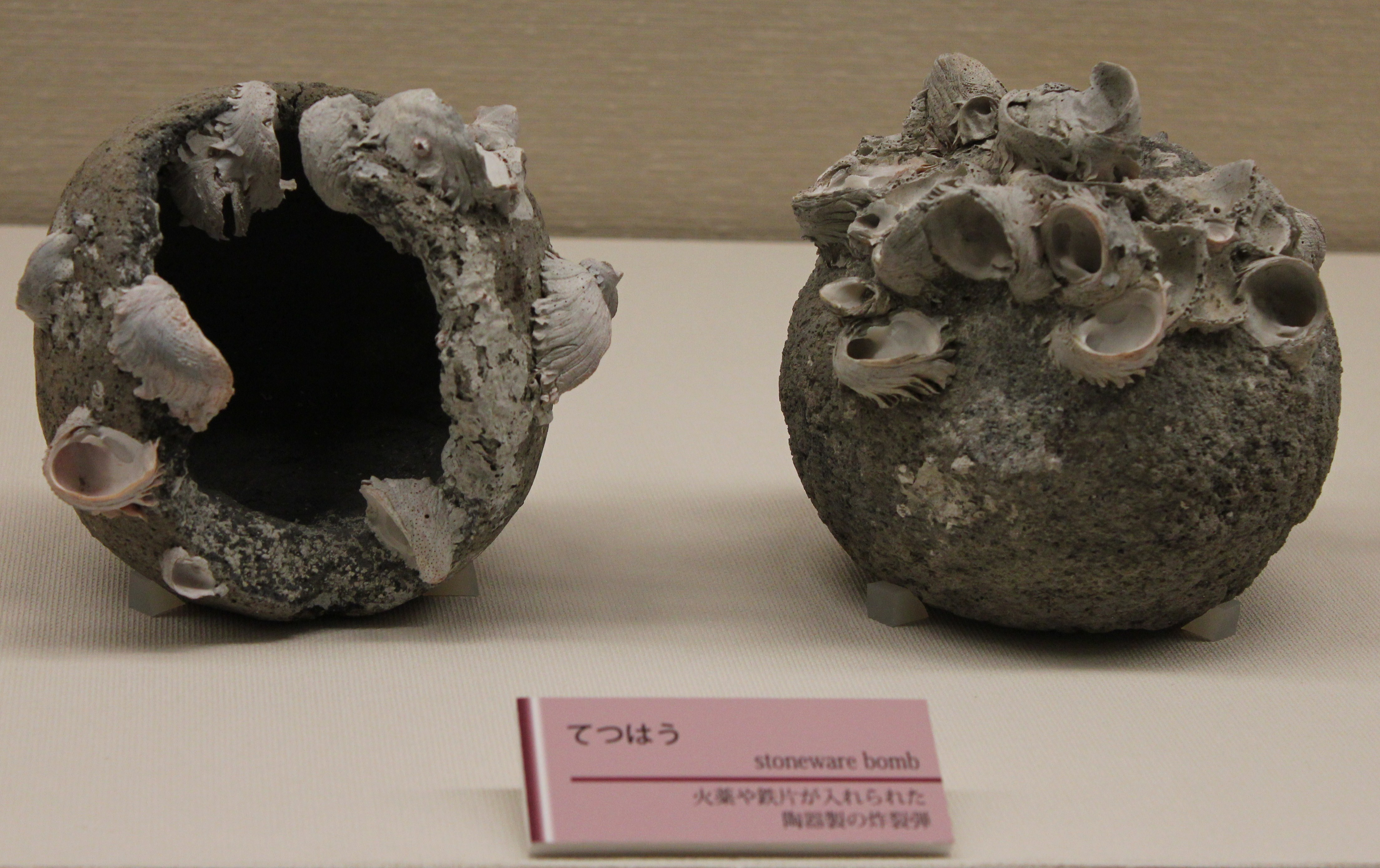
元寇で用いられたてつはう

モンゴル帝国時代には既に回回砲などの大砲が用いられたが、1332年には大元の統治下で、青銅製の砲身長35.3 cm・口径10.5cmの火砲が製造され、元末の農民反乱に対しても多数使用されたとされる。
前身となったモンゴル帝国は侵攻の際、情報戦の一環として、降伏した国家には寛容に接し、抗った国には徹底的残虐を加えた。また商業民と化していたウイグル遺民の協力を得て、西遼滅亡を理由としてナイマンを滅ぼし、版図を拡大していった。南宋に対しても同様の作戦を採り、降将に好待遇で接したため、襄陽・樊城の戦いから臨安陥落までの抵抗はあまり無く、殆ど無傷の江南を手に入れることができた。
元末明初には宋を復興したものとする東系紅巾と徐寿輝の建てた西系紅巾（天完）が現れたが、やがて宋の韓林児を保護した元白蓮教僧の朱元璋が実権を握り、明を建てて漢民族王朝の復興を内外に示した。それに対しモンゴル帝国崩壊後の西半をほぼ統一したティムールは靖難の役の混乱に乗じて永楽帝期の明に侵攻しようとしたが、途中で病死し、帝国は瓦解した。

## 明代
明は元の技術や交易路を受け継ぎつつ、北伐などを並行して行った。洪武帝は重農主義を採用し、宦官を用いないようにしたが、一方で永楽帝は真逆に宦官を重用して積極的に朝貢体制を敷くことで版図を広げた（例：鄭和の大航海）。そのため、始祖である洪武帝の政策と全盛であった永楽帝の政策の2つで明朝政府は揺れ動き、また皇帝の手足となるはずの官僚が皇帝の猜疑心の強さから事なかれ主義に走ったことからも、政争が絶えなかった。
明の初期は北伐を盛んに行ったが、オイラトのエセン・ハーンが侵入した際、正統帝が親征で大敗して捕虜となった土木の変以後は、長城による防戦一方となった。

靖難の役の戦史
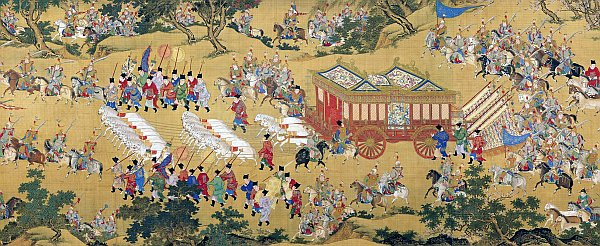
明代の軍隊
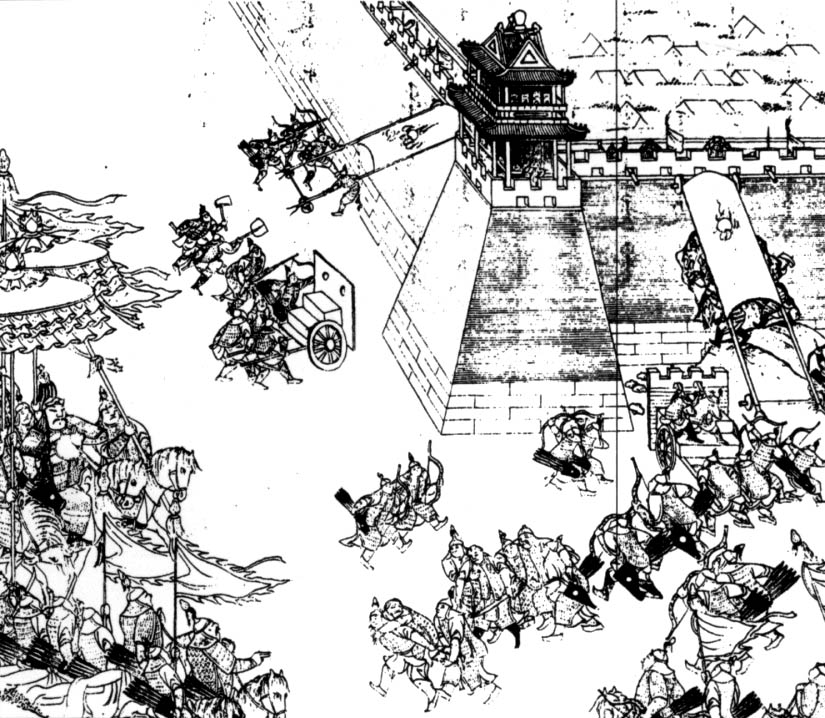
1626年の寧遠の戦いの図。女真の軍が防壁に攻城兵器を投入し、明朝側の最新の砲によって撃破される図。

### 火器の運用
明代には永楽帝の治世より滅亡まで、地雷や機雷、火縄槍などが考案された。
他にも火器については紀効新書や練兵実紀など、様々な書物に記された。鄭和の航海では、神火飛鴉（焙烙火矢の原型、火箭）が用いられたとされる記述がある。また、焦勗の書物は火器の製造と使用技術の西への伝播に大きく貢献し、また顧祖禹の地理学は中国の古代から続く兵学の再興をもたらした。

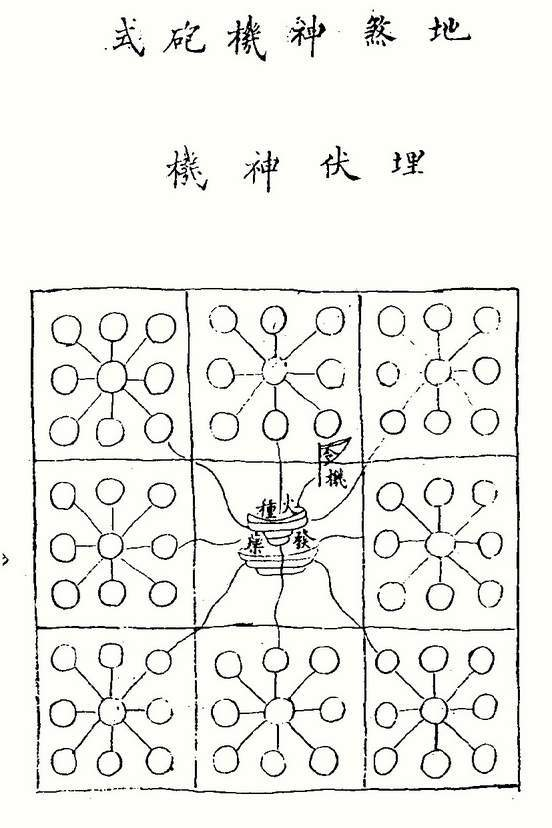
火龍神器陣法にある地雷
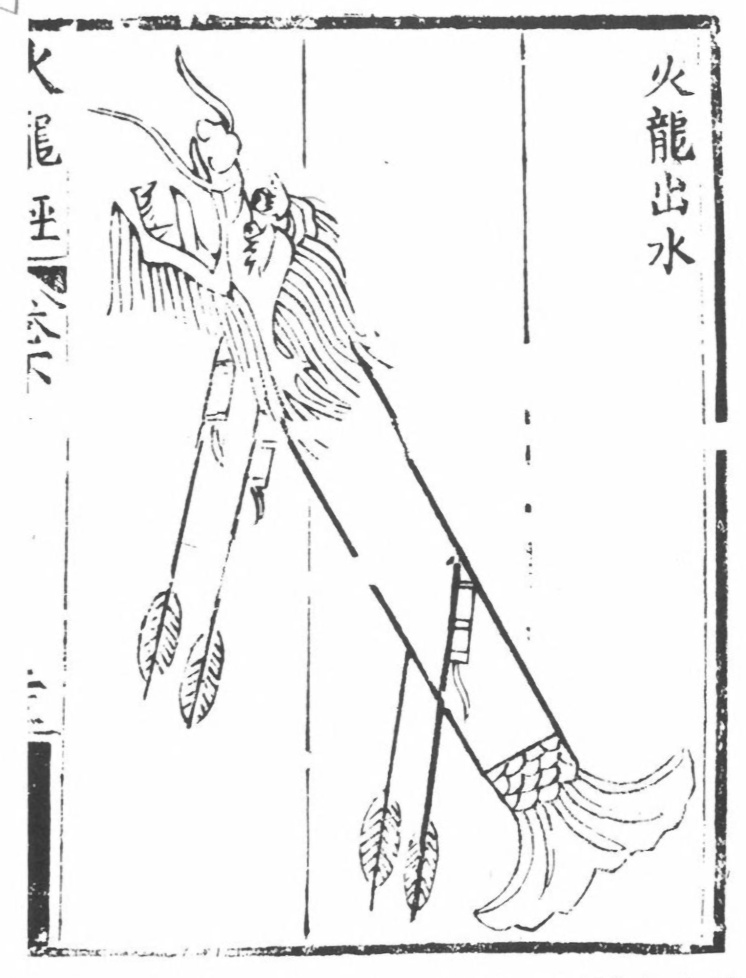
火龍神器陣法にある「火龍出水火箭」

### 万里の長城
万里の長城は、春秋戦国時代に戦国七雄などが築いた防壁を秦による統一の過程またはその後に始皇帝が連結したものを始めとする、北方の騎馬遊牧民族の侵入を防ぐ防御施設。
秦漢時代の長城は、騎馬遊牧民族から土地を奪ってその優位を保つという観点から、北方の草原に建設された。それに対して隋以後の長城は、隋などの鮮卑系が突厥や柔然に押されていたこともあり、より防衛の色を強めたものとなった。明代の長城に至っては北京から程近い所に築くことで兵員輸送を迅速に行えるようにした。しかし庚戌の変などでは突破され、北京包囲に至ったこともある。

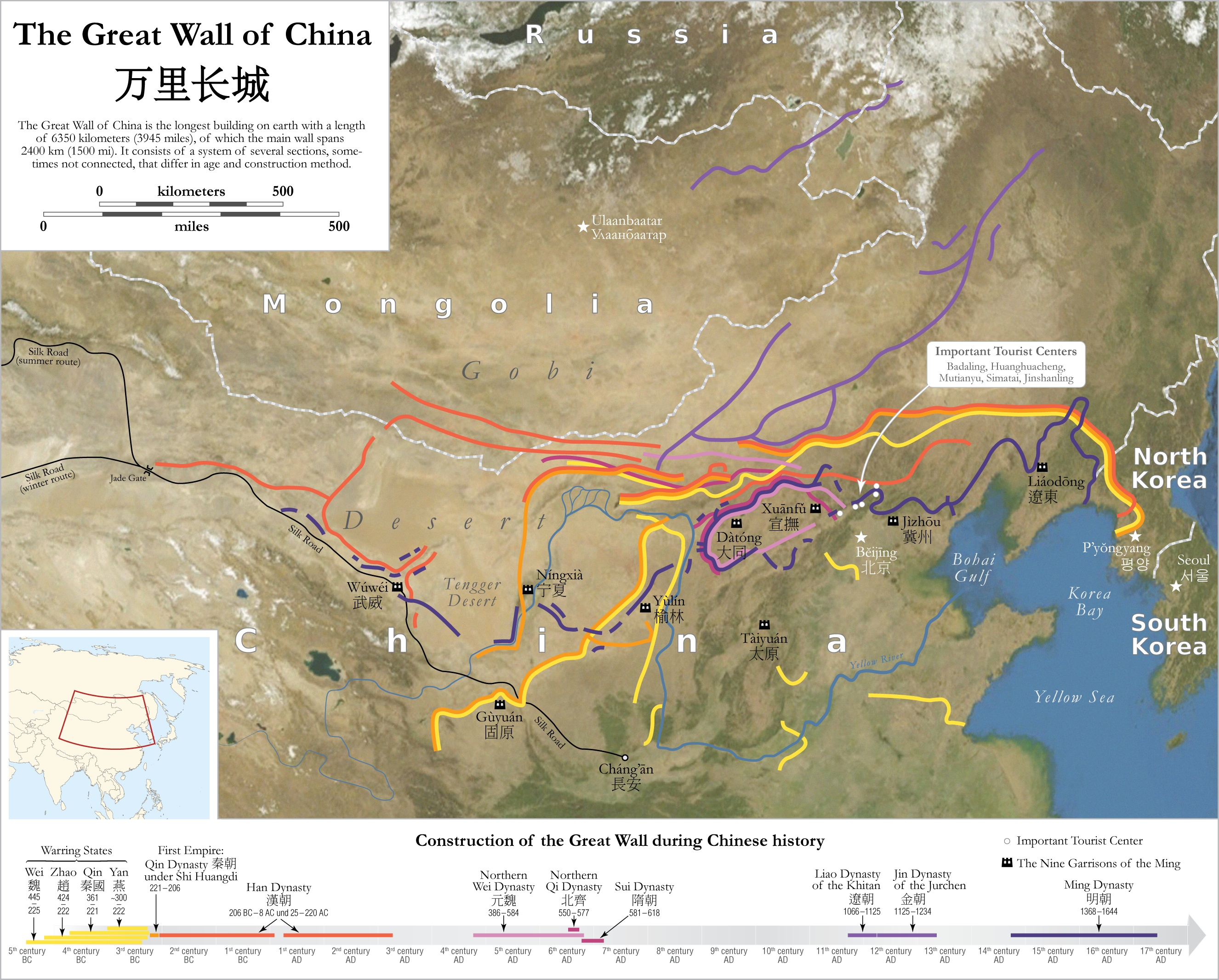
歴代万里の長城の地図上の位置。
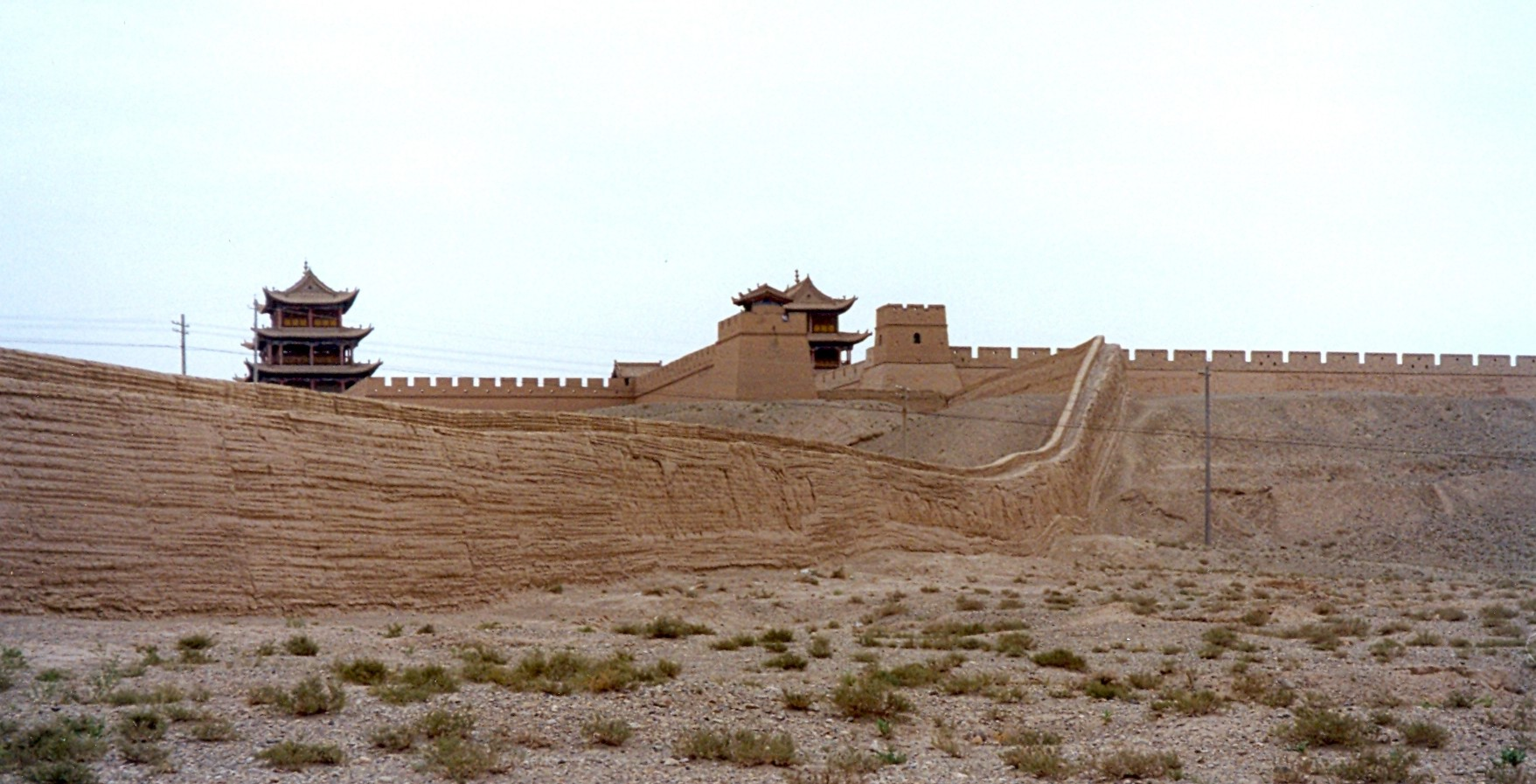
嘉峪関。長城の西端。
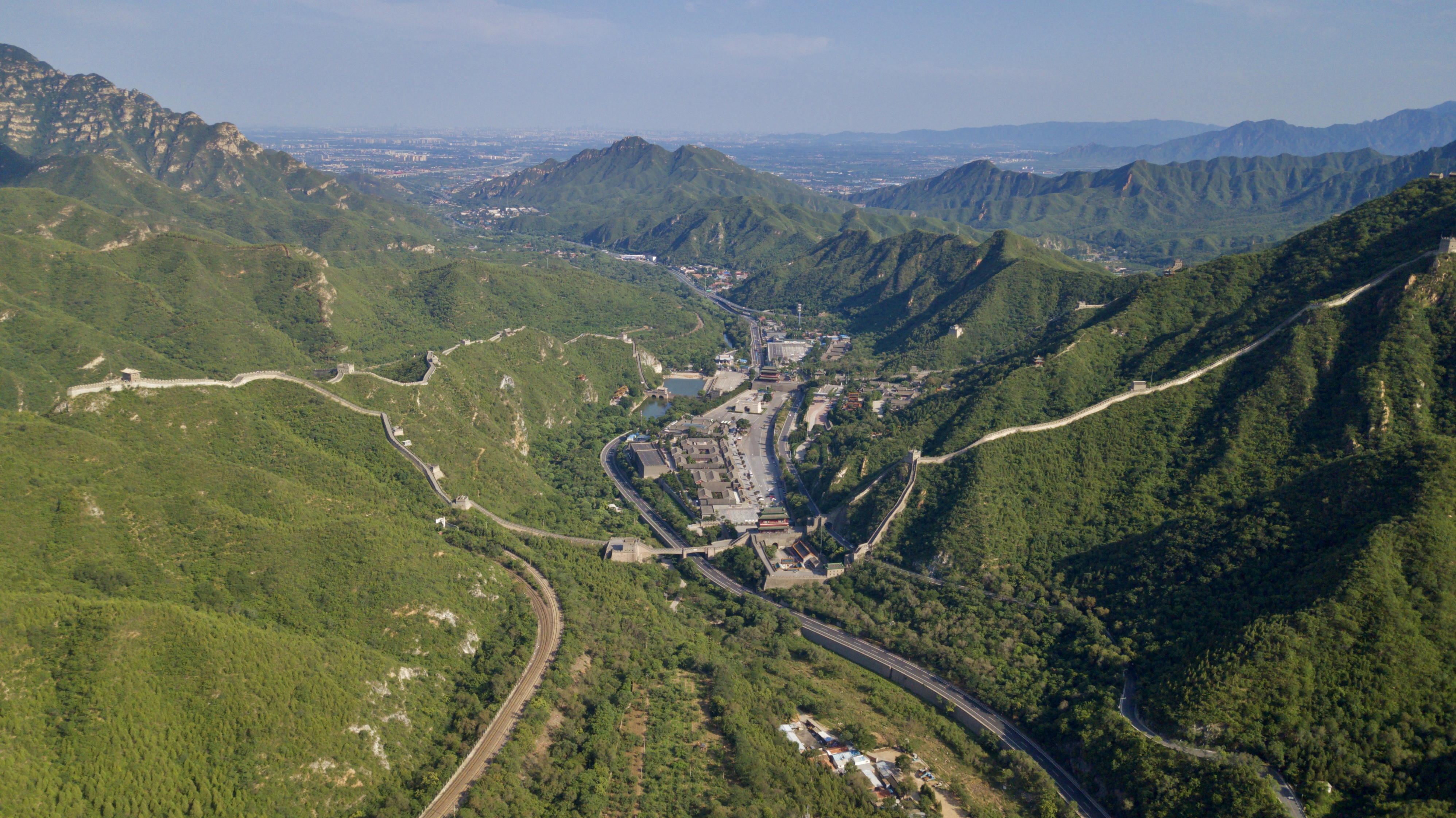
北京北に在する居庸関長城
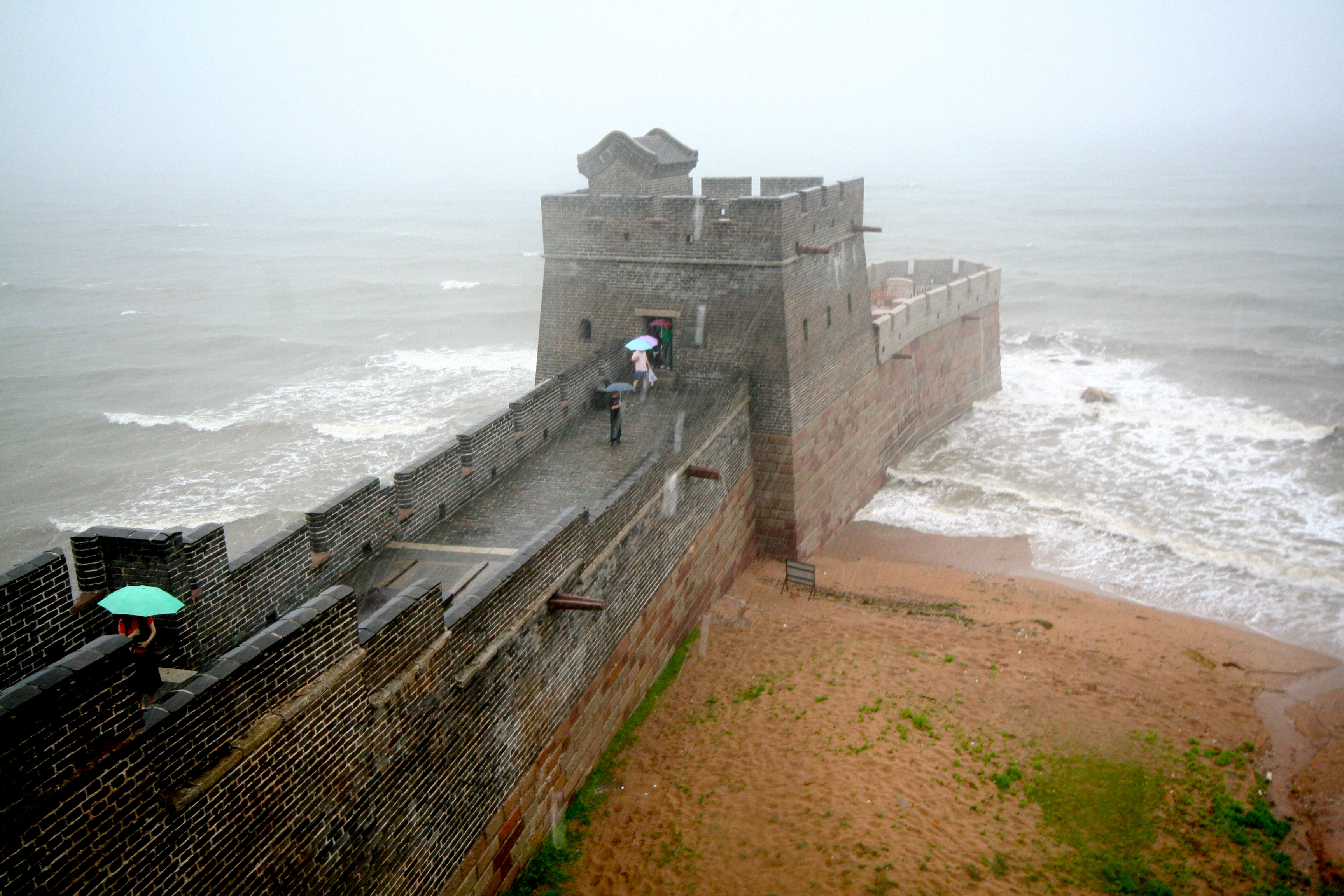
山海関の老龍頭、長城の東端。
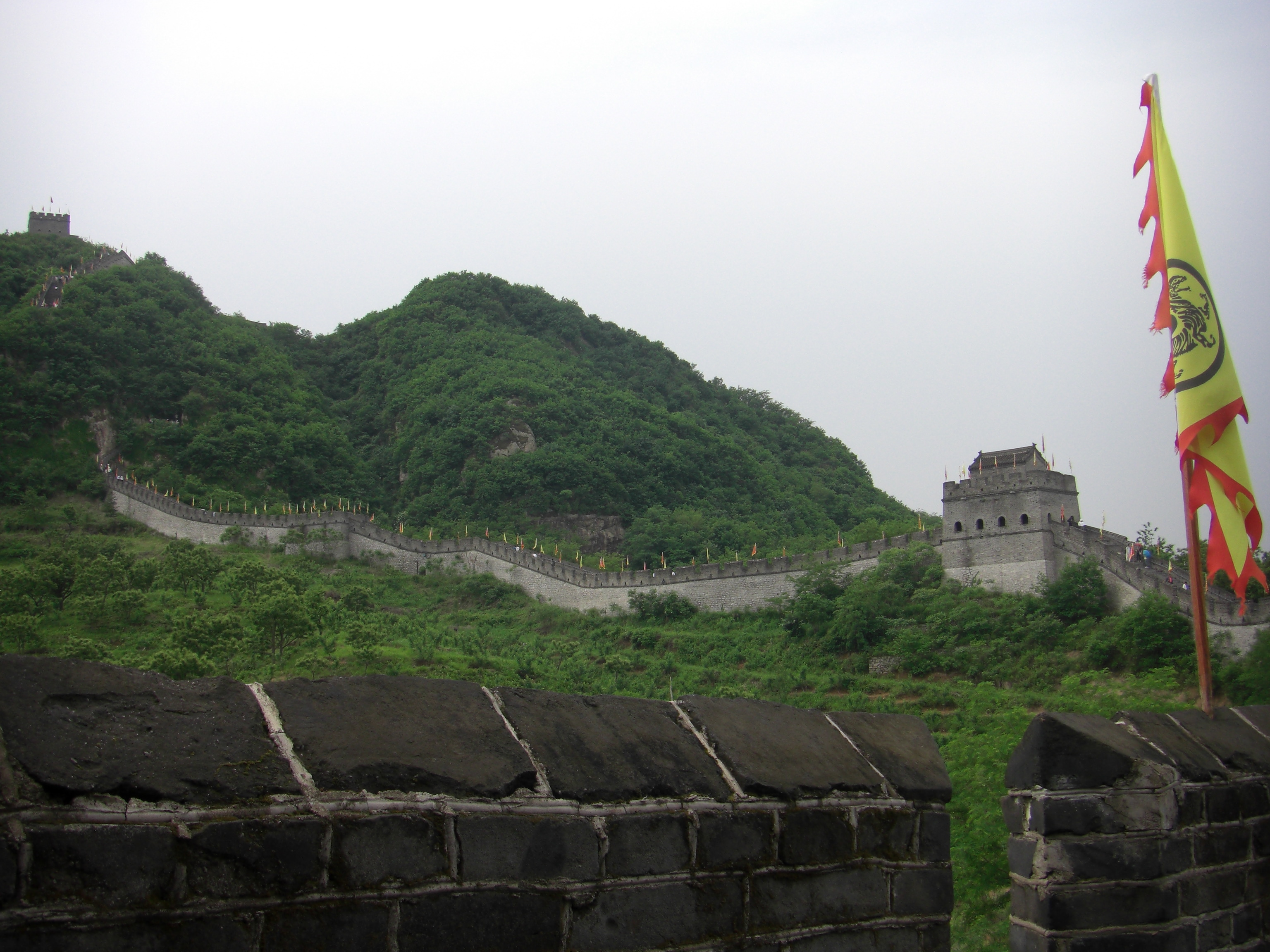
中国政府により東端とされる虎山長城。

## 清代
明清交替にあたっては、清は明の兵器技術などを踏襲し、また八旗制や緑営、清朝末期には郷勇など、様々な組織が編み出された。
このような兵制も背景にして、清は旧明領から西方への侵攻を開始した。手始めにグーシ・ハーンの治める青海を（雍正のチベット分割）、そしてチベットや勢力を伸長しつつあったガルダン・ハーンのジュンガルを征服し、これらを自治を認める同君連合に組み入れた。また乾隆帝の治世には、第3次清・ジュンガル戦争以外にも、大小金川の戦い、清・ネパール戦争、大小和卓の乱、林爽文事件、清緬戦争、ドンダーの戦いを戦い、「全て勝った」ということで、自ら十全老人を名乗ったほどであった。しかしアヘン戦争頃になると、兵装は周回遅れのものとなり、南京条約による領土の割譲、日清戦争での敗北以後、列強により瓜分される事態が発生する。これが漢民族による新国家建設運動、辛亥革命の一因となった。

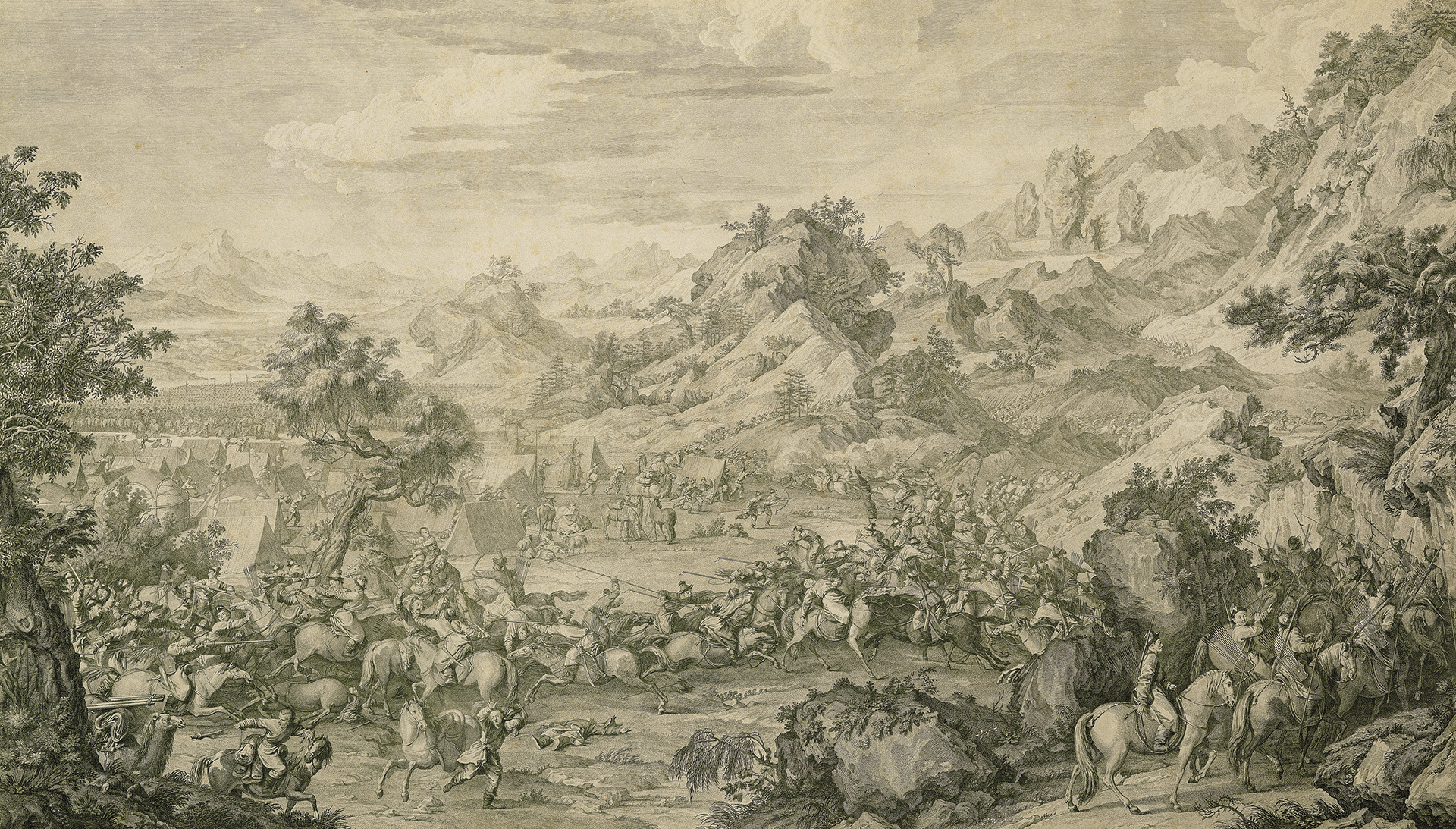
ジュンガル征服の図
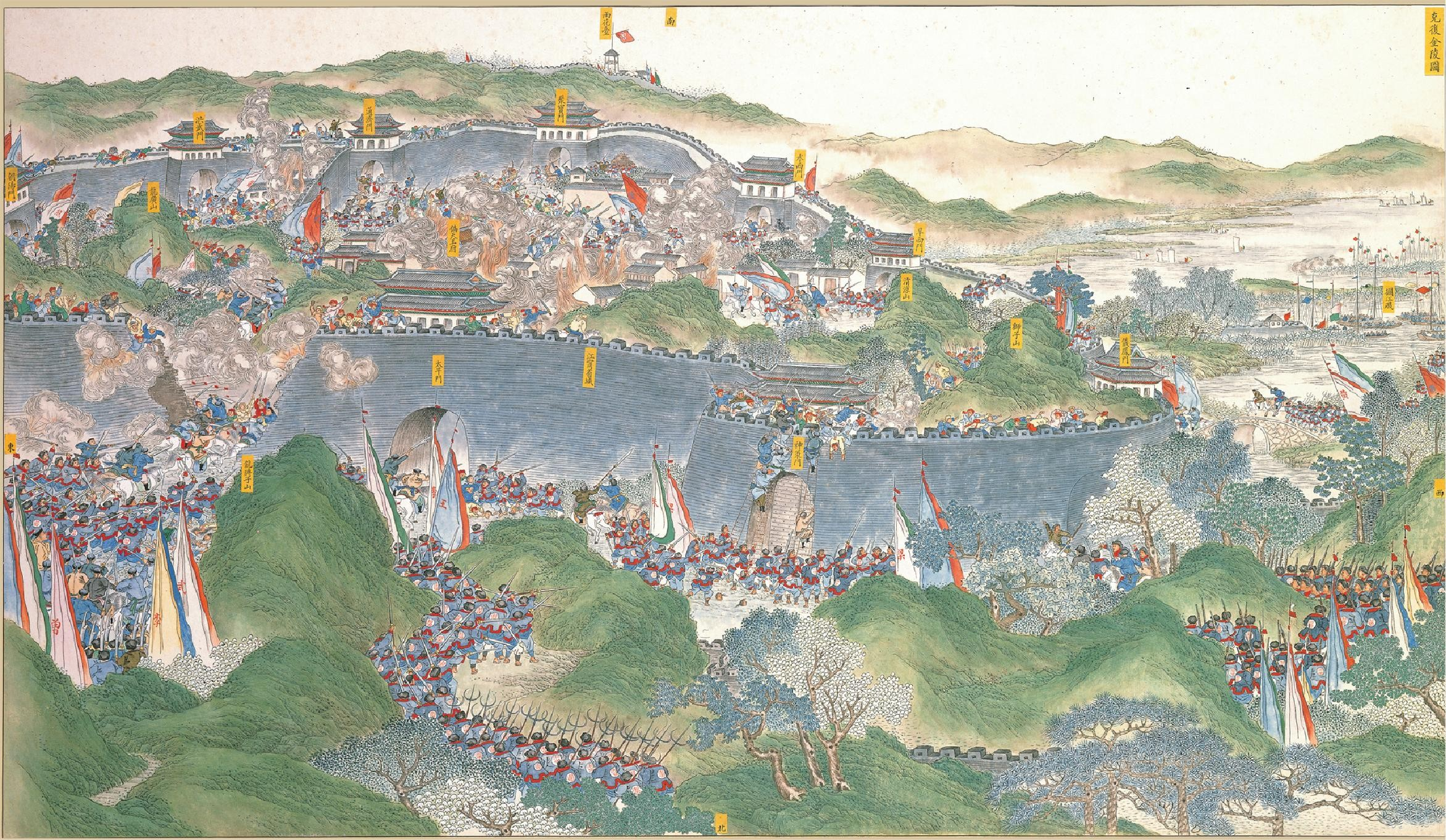
太平天国の乱、天京（南京）攻略戦
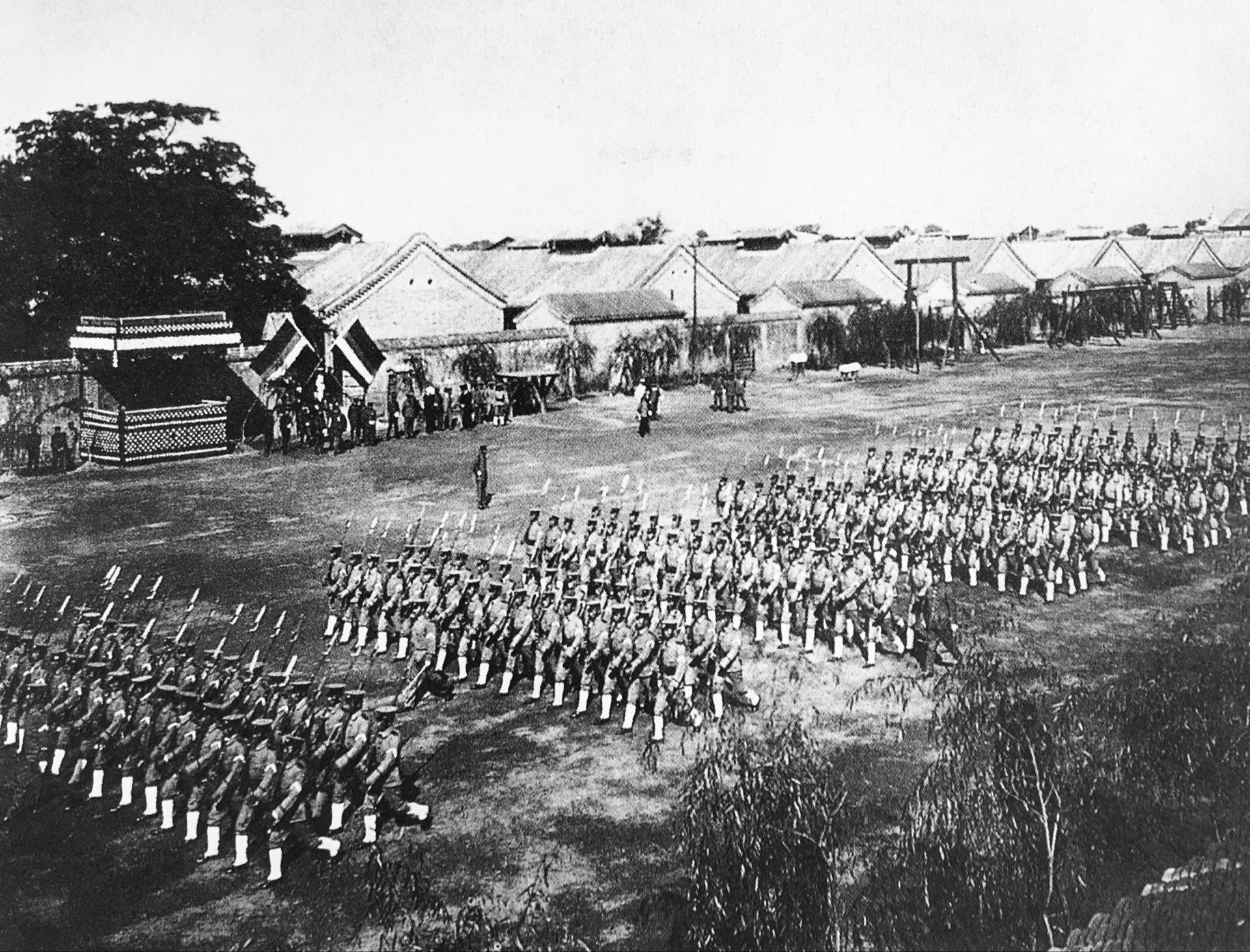
清軍の近代化のために用いられた北洋新軍

## 辛亥革命以後
軍閥乱立の国内情勢を北伐によって終結させ中国を統一した中華民国は、さらに日中戦争を連合国による支援と国共合作の元で勝利した。第二次国共内戦にて国民政府を中国共産党が破り、中華人民共和国を建国した後、日中戦争と国共内戦時代の党の私兵集団である紅軍を人民解放軍として再編成し、朝鮮戦争にてアメリカ率いる多国籍軍を撃破して勇名を馳せた。
鄧小平政権時代の軍縮を経て、航空母艦（遼寧・山東）や第5世代ジェット戦闘機（J-20）など現代的ハイテク軍備の導入に踏み切り、軍の現代化を着実に進みつつ、現在は世界第3位の軍事力を保有しているとされる。